# Lista de asteroides (1-1000)
Esta lista de asteroides inclui todos os corpos menores desde o primeiro (1) ao milésimo (1000) a serem registados, a data de descoberta e o seu descobridor e a sua designação provisória.

## Asteroide

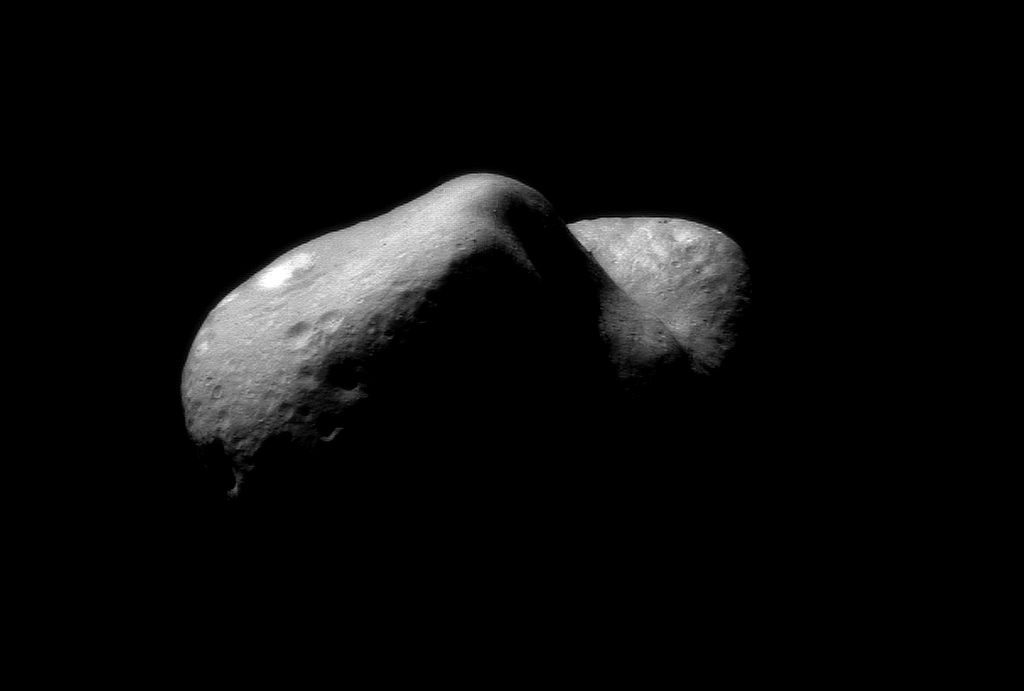
O asteroide 433 Eros.

Um asteroide ou corpo menor é um corpo celeste rochoso do Sistema Solar, que orbita o Sol, mas, por ser demasiado pequeno e não possuir uma forma esférica, não é considerado um planeta. A maioria dos asteroides encontram-se na cintura de asteroides ou na cintura de Kuiper e, quando a sua orbita os coloca a apenas 1.3 UA da Terra, são chamados Near-Earth Object (em português: Objectos Próximos da Terra). Existem vários tipos de asteroides, com diferentes composições. O Minor Planet Center já registou mais de 550 mil asteroides.
Devido à redefinição do termo planeta em 2006, alguns asteroides foram reclassificados como planetas-anões, no caso de Ceres, ou ainda está a ser estudada uma reclassificação (Palas, Vesta e Hígia).

## Nomenclatura

### Nome
Os asteroides, quando são descobertos, recebem uma designação provisória. Essa designação, posteriormente pode ser substituída por um nome. Por tradição, quando se descobre um asteroide, dá-se-lhe um nome de uma figura mitológica, mas há vários asteroides nomeados em honra de astrónomos ou outras figuras importantes. Segundo as novas regras só se pode dar, a um asteroide, um nome de pessoa se esta já tiver morrido há, pelo menos, cem anos. Cabe a honra de escolher um nome para o asteroide ao seu descobridor, tendo um período de 10 anos para o fazer. Os nomes têm de seguir certas carateristicas, tendo de ter menos de 16 carateres, ser uma única palavra e pronunciável, não ofensivo e esse nome não pode ser o mesmo que outro objeto astronómico.

### Designação Provisória
A designação provisória é uma convenção de nomenclatura estabelecida, pela União Astronómica Internacional, aplicada a um corpo celeste, logo após a sua descoberta. Ela pode ser substituída, posteriormente, por um nome permanente, mas este processo pode levar décadas. Atualmente, os asteroides são descobertos em massa, pelo projeto LINEAR, por isso muitos não chegam a receber um nome próprio. A fórmula atual envolve o ano da descoberta, duas letras e, se necessário, alguns algarismos. Os primeiros asteroides a serem descobertos não receberam uma designação provisória, pois esta só foi aprovada em 1925.

## Lista

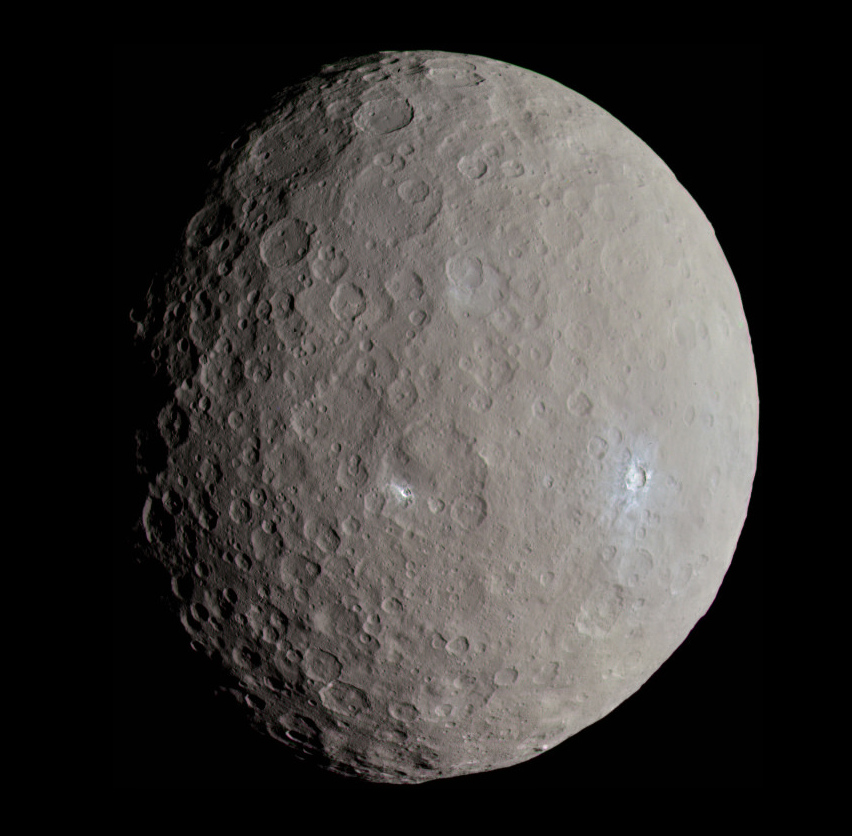
1 Ceres visto pela sponda espacial Dawn, 2015.

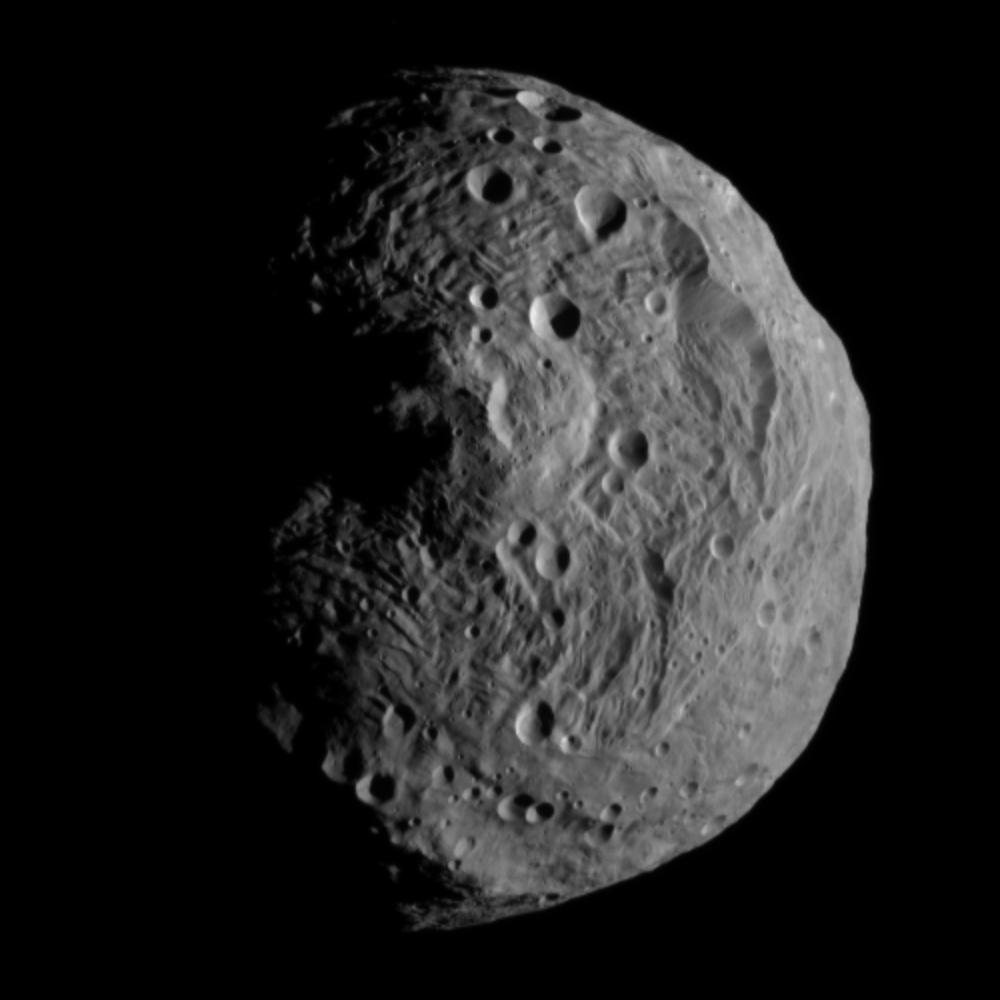
4 Vesta visto pela sonda Dawn a 7 de julho de 2011.

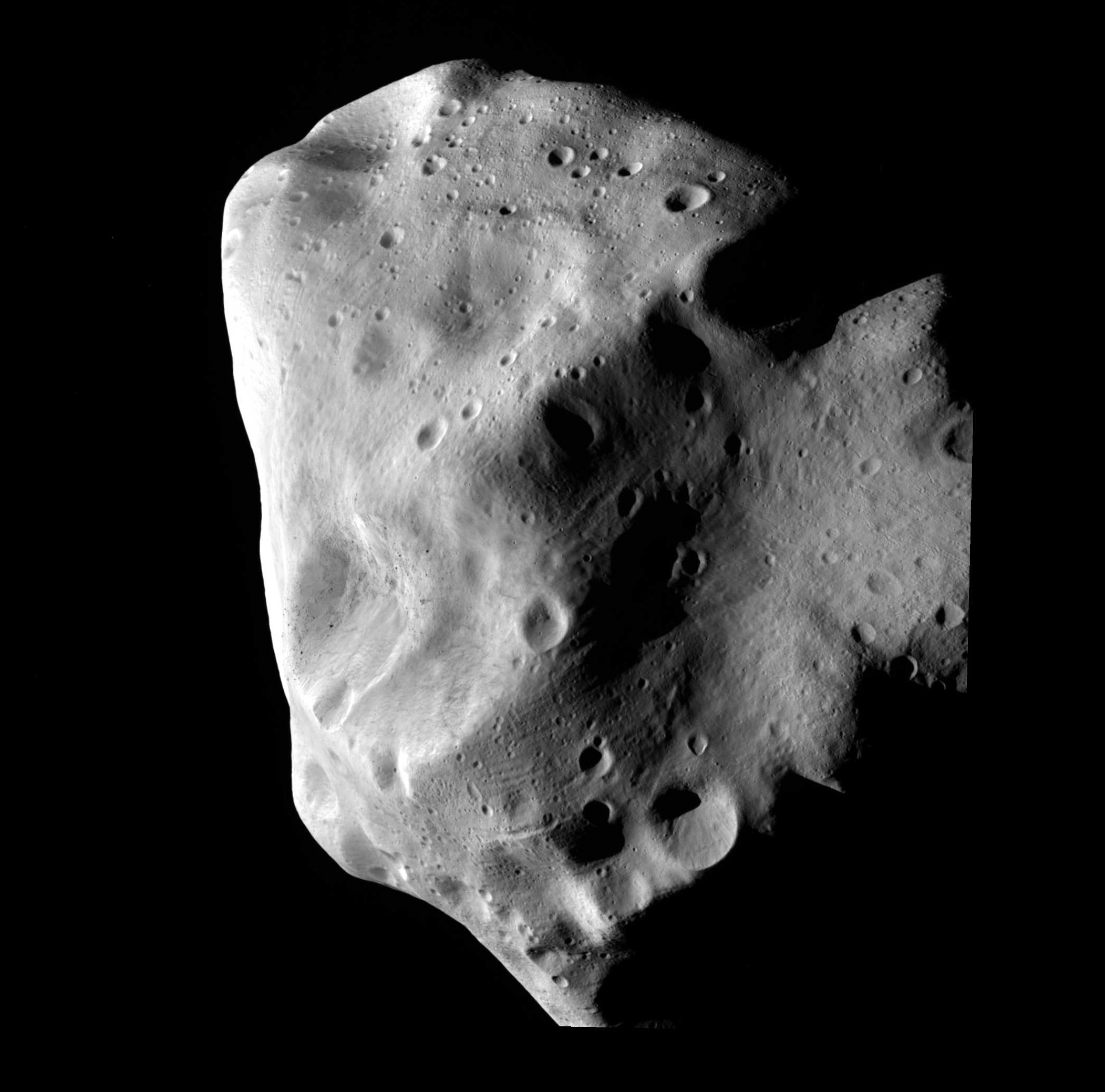
Fotografia de 21 Lutécia, tirada durante a missão Rosetta.

Esta é uma lista parcial de asteroides, do asteroide número 1 até o 1000, inclusive. Veja também o índice com todas as listas disponíveis.

| Objeto Próximos à Terra | Cinturão de asteroides (interno) | Cinturão de asteroides (externo) | Centauro       |
| Cruzador de Marte       | Cinturão de asteroides (meio)    | Troianos de Júpiter              | Transnetuniano |

Veja mais dados de cada asteroide na ligação externa para o Minor Planet Center na última coluna.
Índice: 0001... 0101... 0201... 0301... 0401... 0501... 0601... 0701... 0801... 0901... 

## 1–100
| Designação     | Designação | Descoberta  | Descoberta             | Descobridor(es)       | Categoria | Mais informações / Referência |
| Permanente     | Provisória | Data        | Local                  | Descobridor(es)       | Categoria | Mais informações / Referência |
| -------------- | ---------- | ----------- | ---------------------- | --------------------- | --------- | ----------------------------- |
| 1 Ceres        | —          | 1 jan 1801  | Palermo                | G. Piazzi             | —         | MPC                           |
| 2 Palas        | —          | 28 mar 1802 | Bremen                 | H. W. Olbers          | —         | MPC                           |
| 3 Juno         | —          | 1 set 1804  | Sternwarte Lilienthal  | K. Harding            | —         | MPC                           |
| 4 Vesta        | —          | 29 mar 1807 | Bremen                 | H. W. Olbers          | —         | MPC                           |
| 5 Astreia      | —          | 8 dez 1845  | Driesen                | K. L. Hencke          | —         | MPC                           |
| 6 Hebe         | —          | 1 jul 1847  | Driesen                | K. L. Hencke          | —         | MPC                           |
| 7 Íris         | —          | 13 ago 1847 | London                 | J. R. Hind            | —         | MPC                           |
| 8 Flora        | —          | 18 out 1847 | London                 | J. R. Hind            | —         | MPC                           |
| 9 Métis        | —          | 25 abr 1848 | Markree                | A. Graham             | —         | MPC                           |
| 10 Hígia       | —          | 12 abr 1849 | Naples                 | A. de Gasparis        | Ursula    | MPC                           |
| 11 Partenope   | —          | 11 mai 1850 | Naples                 | A. de Gasparis        | —         | MPC                           |
| 12 Victória    | —          | 13 set 1850 | London                 | J. R. Hind            | —         | MPC                           |
| 13 Egéria      | —          | 2 nov 1850  | Naples                 | A. de Gasparis        | —         | MPC                           |
| 14 Irene       | —          | 19 mai 1851 | London                 | J. R. Hind            | —         | MPC                           |
| 15 Eunomia     | —          | 29 jul 1851 | Naples                 | A. de Gasparis        | Phocaea   | MPC                           |
| 16 Psique      | —          | 17 mar 1852 | Naples                 | A. de Gasparis        | —         | MPC                           |
| 17 Tétis       | —          | 17 abr 1852 | Düsseldorf             | R. Luther             | —         | MPC                           |
| 18 Melpómene   | —          | 24 jun 1852 | London                 | J. R. Hind            | —         | MPC                           |
| 19 Fortuna     | —          | 22 ago 1852 | London                 | J. R. Hind            | —         | MPC                           |
| 20 Massalia    | —          | 19 set 1852 | Naples                 | A. de Gasparis        | Mitidika  | MPC                           |
| 21 Lutetia     | —          | 15 nov 1852 | Paris                  | H. Goldschmidt        | —         | MPC                           |
| 22 Kalliope    | —          | 16 nov 1852 | London                 | J. R. Hind            | —         | MPC                           |
| 23 Thalia      | —          | 15 dez 1852 | London                 | J. R. Hind            | —         | MPC                           |
| 24 Themis      | —          | 5 abr 1853  | Naples                 | A. de Gasparis        | —         | MPC                           |
| 25 Foceia      | —          | 6 abr 1853  | Marseilles             | J. Chacornac          | —         | MPC                           |
| 26 Proserpina  | —          | 5 mai 1853  | Düsseldorf             | R. Luther             | —         | MPC                           |
| 27 Euterpe     | —          | 8 nov 1853  | London                 | J. R. Hind            | Chloris   | MPC                           |
| 28 Bellona     | —          | 1 mar 1854  | Düsseldorf             | R. Luther             | —         | MPC                           |
| 29 Amphitrite  | —          | 1 mar 1854  | London                 | A. Marth              | —         | MPC                           |
| 30 Urania      | —          | 22 jul 1854 | London                 | J. R. Hind            | —         | MPC                           |
| 31 Euphrosyne  | —          | 1 set 1854  | Washington             | J. Ferguson           | —         | MPC                           |
| 32 Pomona      | —          | 26 out 1854 | Paris                  | H. Goldschmidt        | —         | MPC                           |
| 33 Polyhymnia  | —          | 28 out 1854 | Paris                  | J. Chacornac          | —         | MPC                           |
| 34 Circe       | —          | 6 abr 1855  | Paris                  | J. Chacornac          | —         | MPC                           |
| 35 Leukothea   | —          | 19 abr 1855 | Düsseldorf             | R. Luther             | —         | MPC                           |
| 36 Atalante    | —          | 5 out 1855  | Paris                  | H. Goldschmidt        | —         | MPC                           |
| 37 Fides       | —          | 5 out 1855  | Düsseldorf             | R. Luther             | —         | MPC                           |
| 38 Leda        | —          | 12 jan 1856 | Paris                  | J. Chacornac          | —         | MPC                           |
| 39 Letícia     | —          | 8 fev 1856  | Paris                  | J. Chacornac          | —         | MPC                           |
| 40 Harmonia    | —          | 31 mar 1856 | Paris                  | H. Goldschmidt        | —         | MPC                           |
| 41 Daphne      | —          | 22 mai 1856 | Paris                  | H. Goldschmidt        | —         | MPC                           |
| 42 Isis        | —          | 23 mai 1856 | Oxford                 | N. R. Pogson          | —         | MPC                           |
| 43 Ariadne     | —          | 15 abr 1857 | Oxford                 | N. R. Pogson          | —         | MPC                           |
| 44 Nysa        | —          | 27 mai 1857 | Paris                  | H. Goldschmidt        | —         | MPC                           |
| 45 Eugenia     | —          | 27 jun 1857 | Paris                  | H. Goldschmidt        | —         | MPC                           |
| 46 Hestia      | —          | 16 ago 1857 | Oxford                 | N. R. Pogson          | —         | MPC                           |
| 47 Aglaja      | —          | 15 set 1857 | Düsseldorf             | R. Luther             | —         | MPC                           |
| 48 Doris       | —          | 19 set 1857 | Paris                  | H. Goldschmidt        | —         | MPC                           |
| 49 Pales       | —          | 19 set 1857 | Paris                  | H. Goldschmidt        | —         | MPC                           |
| 50 Virginia    | —          | 4 out 1857  | Washington             | J. Ferguson           | —         | MPC                           |
| 51 Nemausa     | —          | 22 jan 1858 | Nîmes                  | J. J. P. Laurent      | —         | MPC                           |
| 52 Europa      | —          | 4 fev 1858  | Paris                  | H. Goldschmidt        | Ursula    | MPC                           |
| 53 Kalypso     | —          | 4 abr 1858  | Düsseldorf             | R. Luther             | —         | MPC                           |
| 54 Alexandra   | —          | 10 set 1858 | Paris                  | H. Goldschmidt        | —         | MPC                           |
| 55 Pandora     | —          | 10 set 1858 | Albany                 | G. Searle             | —         | MPC                           |
| 56 Melete      | —          | 9 set 1857  | Paris                  | H. Goldschmidt        | —         | MPC                           |
| 57 Mnemosyne   | —          | 22 set 1859 | Düsseldorf             | R. Luther             | —         | MPC                           |
| 58 Concordia   | —          | 24 mar 1860 | Düsseldorf             | R. Luther             | —         | MPC                           |
| 59 Elpis       | —          | 12 set 1860 | Paris                  | J. Chacornac          | —         | MPC                           |
| 60 Echo        | —          | 14 set 1860 | Washington             | J. Ferguson           | —         | MPC                           |
| 61 Danaë       | —          | 9 set 1860  | Paris                  | H. Goldschmidt        | —         | MPC                           |
| 62 Erato       | —          | 14 set 1860 | Berlin                 | O. Lesser, W. Förster | —         | MPC                           |
| 63 Ausonia     | —          | 10 fev 1861 | Naples                 | A. de Gasparis        | —         | MPC                           |
| 64 Angelina    | —          | 4 mar 1861  | Marseilles             | E. W. Tempel          | —         | MPC                           |
| 65 Cybele      | —          | 8 mar 1861  | Marseilles             | E. W. Tempel          | —         | MPC                           |
| 66 Maja        | —          | 9 abr 1861  | Cambridge              | H. P. Tuttle          | —         | MPC                           |
| 67 Asia        | —          | 17 abr 1861 | Madras                 | N. R. Pogson          | —         | MPC                           |
| 68 Leto        | —          | 29 abr 1861 | Düsseldorf             | R. Luther             | —         | MPC                           |
| 69 Hesperia    | —          | 29 abr 1861 | Milan                  | G. Schiaparelli       | —         | MPC                           |
| 70 Panopaea    | —          | 5 mai 1861  | Paris                  | H. Goldschmidt        | —         | MPC                           |
| 71 Niobe       | —          | 13 ago 1861 | Düsseldorf             | R. Luther             | Flora     | MPC                           |
| 72 Feronia     | —          | 29 mai 1861 | Clinton                | C. H. F. Peters       | —         | MPC                           |
| 73 Klytia      | —          | 7 abr 1862  | Cambridge              | H. P. Tuttle          | —         | MPC                           |
| 74 Galatea     | —          | 29 ago 1862 | Marseilles             | E. W. Tempel          | —         | MPC                           |
| 75 Eurydike    | —          | 22 set 1862 | Clinton                | C. H. F. Peters       | —         | MPC                           |
| 76 Freia       | —          | 21 out 1862 | Copenhagen Observatory | H. d'Arrest           | —         | MPC                           |
| 77 Frigga      | —          | 12 nov 1862 | Clinton                | C. H. F. Peters       | —         | MPC                           |
| 78 Diana       | —          | 15 mar 1863 | Düsseldorf             | R. Luther             | —         | MPC                           |
| 79 Eurynome    | —          | 14 set 1863 | Ann Arbor              | J. C. Watson          | —         | MPC                           |
| 80 Sappho      | —          | 2 mai 1864  | Madras                 | N. R. Pogson          | —         | MPC                           |
| 81 Terpsichore | —          | 30 set 1864 | Marseilles             | E. W. Tempel          | —         | MPC                           |
| 82 Alkmene     | —          | 27 nov 1864 | Düsseldorf             | R. Luther             | —         | MPC                           |
| 83 Beatrix     | —          | 26 abr 1865 | Naples                 | A. de Gasparis        | —         | MPC                           |
| 84 Klio        | —          | 25 ago 1865 | Düsseldorf             | R. Luther             | —         | MPC                           |
| 85 Io          | —          | 19 set 1865 | Clinton                | C. H. F. Peters       | Phocaea   | MPC                           |
| 86 Semele      | —          | 4 jan 1866  | Berlin                 | F. Tietjen            | —         | MPC                           |
| 87 Sylvia      | —          | 16 mai 1866 | Madras                 | N. R. Pogson          | —         | MPC                           |
| 88 Thisbe      | —          | 15 jun 1866 | Clinton                | C. H. F. Peters       | —         | MPC                           |
| 89 Julia       | —          | 6 ago 1866  | Marseilles             | É. Stephan            | Flora     | MPC                           |
| 90 Antíope     | —          | 1 out 1866  | Düsseldorf             | R. Luther             | —         | MPC                           |
| 91 Aegina      | —          | 4 nov 1866  | Marseilles             | É. Stephan            | —         | MPC                           |
| 92 Undina      | —          | 7 jul 1867  | Clinton                | C. H. F. Peters       | —         | MPC                           |
| 93 Minerva     | —          | 24 ago 1867 | Ann Arbor              | J. C. Watson          | —         | MPC                           |
| 94 Aurora      | —          | 6 set 1867  | Ann Arbor              | J. C. Watson          | —         | MPC                           |
| 95 Arethusa    | —          | 23 nov 1867 | Düsseldorf             | R. Luther             | —         | MPC                           |
| 96 Aegle       | —          | 17 fev 1868 | Marseilles             | J. Coggia             | Eunomia   | MPC                           |
| 97 Klotho      | —          | 17 fev 1868 | Marseilles             | E. W. Tempel          | —         | MPC                           |
| 98 Ianthe      | —          | 18 abr 1868 | Clinton                | C. H. F. Peters       | —         | MPC                           |
| 99 Dike        | —          | 28 mai 1868 | Marseilles             | A. Borrelly           | Pallas    | MPC                           |
| 100 Hécate     | —          | 11 jul 1868 | Ann Arbor              | J. C. Watson          | Ursula    | MPC                           |

## 101–200
| Designação        | Designação | Descoberta  | Descoberta | Descobridor(es) | Categoria | Mais informações / Referência |
| Permanente        | Provisória | Data        | Local      | Descobridor(es) | Categoria | Mais informações / Referência |
| ----------------- | ---------- | ----------- | ---------- | --------------- | --------- | ----------------------------- |
| 101 Helena        | —          | 15 ago 1868 | Ann Arbor  | J. C. Watson    | —         | MPC                           |
| 102 Miriam        | —          | 22 ago 1868 | Clinton    | C. H. F. Peters | —         | MPC                           |
| 103 Hera          | —          | 7 set 1868  | Ann Arbor  | J. C. Watson    | —         | MPC                           |
| 104 Klymene       | —          | 13 set 1868 | Ann Arbor  | J. C. Watson    | —         | MPC                           |
| 105 Artemis       | —          | 16 set 1868 | Ann Arbor  | J. C. Watson    | —         | MPC                           |
| 106 Dione         | —          | 10 out 1868 | Ann Arbor  | J. C. Watson    | —         | MPC                           |
| 107 Camilla       | —          | 17 nov 1868 | Madras     | N. R. Pogson    | —         | MPC                           |
| 108 Hecuba        | —          | 2 abr 1869  | Düsseldorf | R. Luther       | Ursula    | MPC                           |
| 109 Felicitas     | —          | 9 out 1869  | Clinton    | C. H. F. Peters | —         | MPC                           |
| 110 Lydia         | —          | 19 abr 1870 | Marseilles | A. Borrelly     | —         | MPC                           |
| 111 Ate           | —          | 14 ago 1870 | Clinton    | C. H. F. Peters | —         | MPC                           |
| 112 Ifigênia      | —          | 19 set 1870 | Clinton    | C. H. F. Peters | —         | MPC                           |
| 113 Amalteia      | —          | 12 mar 1871 | Düsseldorf | R. Luther       | —         | MPC                           |
| 114 Kassandra     | —          | 23 jul 1871 | Clinton    | C. H. F. Peters | —         | MPC                           |
| 115 Thyra         | —          | 6 ago 1871  | Ann Arbor  | J. C. Watson    | —         | MPC                           |
| 116 Sirona        | —          | 8 set 1871  | Clinton    | C. H. F. Peters | —         | MPC                           |
| 117 Lomia         | —          | 12 set 1871 | Marseilles | A. Borrelly     | —         | MPC                           |
| 118 Peitho        | —          | 15 mar 1872 | Düsseldorf | R. Luther       | —         | MPC                           |
| 119 Althaea       | —          | 3 abr 1872  | Ann Arbor  | J. C. Watson    | —         | MPC                           |
| 120 Lachesis      | —          | 10 abr 1872 | Marseilles | A. Borrelly     | —         | MPC                           |
| 121 Hermione      | —          | 12 mai 1872 | Ann Arbor  | J. C. Watson    | —         | MPC                           |
| 122 Gerda         | —          | 31 jul 1872 | Clinton    | C. H. F. Peters | —         | MPC                           |
| 123 Brunhild      | —          | 31 jul 1872 | Clinton    | C. H. F. Peters | —         | MPC                           |
| 124 Alkeste       | —          | 23 ago 1872 | Clinton    | C. H. F. Peters | —         | MPC                           |
| 125 Liberatrix    | —          | 11 set 1872 | Paris      | P. M. Henry     | —         | MPC                           |
| 126 Veleda        | —          | 5 nov 1872  | Paris      | P. P. Henry     | —         | MPC                           |
| 127 Joana         | —          | 5 nov 1872  | Paris      | P. M. Henry     | —         | MPC                           |
| 128 Nêmesis       | —          | 25 nov 1872 | Ann Arbor  | J. C. Watson    | —         | MPC                           |
| 129 Antigone      | —          | 5 fev 1873  | Clinton    | C. H. F. Peters | —         | MPC                           |
| 130 Electra       | —          | 17 fev 1873 | Clinton    | C. H. F. Peters | —         | MPC                           |
| 131 Vala          | —          | 24 mai 1873 | Clinton    | C. H. F. Peters | —         | MPC                           |
| 132 Etra          | —          | 13 jun 1873 | Ann Arbor  | J. C. Watson    | —         | MPC                           |
| 133 Cirene        | —          | 16 ago 1873 | Ann Arbor  | J. C. Watson    | —         | MPC                           |
| 134 Sofrósina     | —          | 27 set 1873 | Düsseldorf | R. Luther       | —         | MPC                           |
| 135 Hertha        | —          | 18 fev 1874 | Clinton    | C. H. F. Peters | —         | MPC                           |
| 136 Áustria       | —          | 18 mar 1874 | Pola       | J. Palisa       | —         | MPC                           |
| 137 Melibeia      | —          | 21 abr 1874 | Pula       | J. Palisa       | —         | MPC                           |
| 138 Tolosa        | —          | 19 mai 1874 | Toulouse   | J. Perrotin     | —         | MPC                           |
| 139 Juewa         | —          | 10 out 1874 | Pequim     | J. C. Watson    | —         | MPC                           |
| 140 Siwa          | —          | 13 out 1874 | Pola       | J. Palisa       | —         | MPC                           |
| 141 Lumen         | —          | 13 jan 1875 | Paris      | P. P. Henry     | Phocaea   | MPC                           |
| 142 Polana        | —          | 28 jan 1875 | Pola       | J. Palisa       | —         | MPC                           |
| 143 Adria         | —          | 23 fev 1875 | Pula       | J. Palisa       | —         | MPC                           |
| 144 Vibilia       | —          | 3 jun 1875  | Clinton    | C. H. F. Peters | —         | MPC                           |
| 145 Adeona        | —          | 3 jun 1875  | Clinton    | C. H. F. Peters | —         | MPC                           |
| 146 Lucina        | —          | 8 jun 1875  | Marseilles | A. Borrelly     | —         | MPC                           |
| 147 Protogeneia   | —          | 10 jul 1875 | Vienna     | L. Schulhof     | —         | MPC                           |
| 148 Gallia        | —          | 7 ago 1875  | Paris      | P. M. Henry     | Flora     | MPC                           |
| 149 Medusa        | —          | 21 set 1875 | Toulouse   | J. Perrotin     | —         | MPC                           |
| 150 Nuwa          | —          | 18 out 1875 | Ann Arbor  | J. C. Watson    | —         | MPC                           |
| 151 Abundantia    | —          | 1 nov 1875  | Pola       | J. Palisa       | —         | MPC                           |
| 152 Atala         | —          | 2 nov 1875  | Paris      | P. P. Henry     | —         | MPC                           |
| 153 Hilda         | —          | 2 nov 1875  | Pola       | J. Palisa       | —         | MPC                           |
| 154 Bertha        | —          | 4 nov 1875  | Paris      | P. M. Henry     | —         | MPC                           |
| 155 Scylla        | —          | 8 nov 1875  | Pola       | J. Palisa       | —         | MPC                           |
| 156 Xanthippe     | —          | 22 nov 1875 | Pula       | J. Palisa       | —         | MPC                           |
| 157 Dejanira      | —          | 1 dez 1875  | Marseilles | A. Borrelly     | —         | MPC                           |
| 158 Koronis       | —          | 4 jan 1876  | Berlin     | V. Knorre       | —         | MPC                           |
| 159 Aemilia       | —          | 26 jan 1876 | Paris      | P. P. Henry     | Ursula    | MPC                           |
| 160 Una           | —          | 20 fev 1876 | Clinton    | C. H. F. Peters | —         | MPC                           |
| 161 Athor         | —          | 19 abr 1876 | Ann Arbor  | J. C. Watson    | —         | MPC                           |
| 162 Laurentia     | —          | 21 abr 1876 | Paris      | P. M. Henry     | —         | MPC                           |
| 163 Erigone       | —          | 26 abr 1876 | Toulouse   | J. Perrotin     | —         | MPC                           |
| 164 Eva           | —          | 12 jul 1876 | Paris      | P. P. Henry     | —         | MPC                           |
| 165 Loreley       | —          | 9 ago 1876  | Clinton    | C. H. F. Peters | —         | MPC                           |
| 166 Rhodope       | —          | 15 ago 1876 | Clinton    | C. H. F. Peters | —         | MPC                           |
| 167 Urda          | —          | 28 ago 1876 | Clinton    | C. H. F. Peters | —         | MPC                           |
| 168 Sibylla       | —          | 28 set 1876 | Ann Arbor  | J. C. Watson    | —         | MPC                           |
| 169 Zelia         | —          | 28 set 1876 | Paris      | P. M. Henry     | —         | MPC                           |
| 170 Maria         | —          | 10 jan 1877 | Toulouse   | J. Perrotin     | —         | MPC                           |
| 171 Ophelia       | —          | 13 jan 1877 | Marseilles | A. Borrelly     | —         | MPC                           |
| 172 Baucis        | —          | 5 fev 1877  | Marseilles | A. Borrelly     | —         | MPC                           |
| 173 Ino           | —          | 1 ago 1877  | Marseilles | A. Borrelly     | —         | MPC                           |
| 174 Phaedra       | —          | 2 set 1877  | Ann Arbor  | J. C. Watson    | —         | MPC                           |
| 175 Andromache    | —          | 1 out 1877  | Ann Arbor  | J. C. Watson    | —         | MPC                           |
| 176 Iduna         | —          | 14 out 1877 | Clinton    | C. H. F. Peters | —         | MPC                           |
| 177 Irma          | —          | 5 nov 1877  | Paris      | P. P. Henry     | —         | MPC                           |
| 178 Belisana      | —          | 6 nov 1877  | Pola       | J. Palisa       | —         | MPC                           |
| 179 Klytaemnestra | —          | 11 nov 1877 | Ann Arbor  | J. C. Watson    | —         | MPC                           |
| 180 Garumna       | —          | 29 jan 1878 | Toulouse   | J. Perrotin     | —         | MPC                           |
| 181 Eucharis      | —          | 2 fev 1878  | Marseilles | P. Cottenot     | —         | MPC                           |
| 182 Elsa          | —          | 7 fev 1878  | Pola       | J. Palisa       | Mitidika  | MPC                           |
| 183 Istria        | —          | 8 fev 1878  | Pula       | J. Palisa       | —         | MPC                           |
| 184 Dejopeja      | —          | 28 fev 1878 | Pula       | J. Palisa       | —         | MPC                           |
| 185 Eunike        | —          | 1 mar 1878  | Clinton    | C. H. F. Peters | —         | MPC                           |
| 186 Celuta        | —          | 6 abr 1878  | Paris      | P. M. Henry     | —         | MPC                           |
| 187 Lamberta      | —          | 11 abr 1878 | Marseilles | J. Coggia       | —         | MPC                           |
| 188 Menippe       | —          | 18 jun 1878 | Clinton    | C. H. F. Peters | —         | MPC                           |
| 189 Phthia        | —          | 9 set 1878  | Clinton    | C. H. F. Peters | —         | MPC                           |
| 190 Ismene        | —          | 22 set 1878 | Clinton    | C. H. F. Peters | Juno      | MPC                           |
| 191 Kolga         | —          | 30 set 1878 | Clinton    | C. H. F. Peters | —         | MPC                           |
| 192 Nausikaa      | —          | 17 fev 1879 | Pola       | J. Palisa       | —         | MPC                           |
| 193 Ambrosia      | —          | 28 fev 1879 | Marseilles | J. Coggia       | —         | MPC                           |
| 194 Prokne        | —          | 21 mar 1879 | Clinton    | C. H. F. Peters | —         | MPC                           |
| 195 Eurykleia     | —          | 19 abr 1879 | Pola       | J. Palisa       | —         | MPC                           |
| 196 Philomela     | —          | 14 mai 1879 | Clinton    | C. H. F. Peters | —         | MPC                           |
| 197 Arete         | —          | 21 mai 1879 | Pola       | J. Palisa       | —         | MPC                           |
| 198 Ampella       | —          | 13 jun 1879 | Marseilles | A. Borrelly     | —         | MPC                           |
| 199 Byblis        | —          | 9 jul 1879  | Clinton    | C. H. F. Peters | —         | MPC                           |
| 200 Dynamene      | —          | 27 jul 1879 | Clinton    | C. H. F. Peters | —         | MPC                           |

## 201–300
| Designação      | Designação | Descoberta  | Descoberta | Descobridor(es) | Categoria | Mais informações / Referência |
| Permanente      | Provisória | Data        | Local      | Descobridor(es) | Categoria | Mais informações / Referência |
| --------------- | ---------- | ----------- | ---------- | --------------- | --------- | ----------------------------- |
| 201 Penelope    | —          | 7 ago 1879  | Pola       | J. Palisa       | —         | MPC                           |
| 202 Chryseis    | —          | 11 set 1879 | Clinton    | C. H. F. Peters | —         | MPC                           |
| 203 Pompeja     | —          | 25 set 1879 | Clinton    | C. H. F. Peters | —         | MPC                           |
| 204 Kallisto    | —          | 8 out 1879  | Pula       | J. Palisa       | —         | MPC                           |
| 205 Martha      | —          | 13 out 1879 | Pula       | J. Palisa       | —         | MPC                           |
| 206 Hersilia    | —          | 13 out 1879 | Clinton    | C. H. F. Peters | —         | MPC                           |
| 207 Hedda       | —          | 17 out 1879 | Pula       | J. Palisa       | —         | MPC                           |
| 208 Lacrimosa   | —          | 21 out 1879 | Pula       | J. Palisa       | —         | MPC                           |
| 209 Dido        | —          | 22 out 1879 | Clinton    | C. H. F. Peters | —         | MPC                           |
| 210 Isabella    | —          | 12 nov 1879 | Pula       | J. Palisa       | —         | MPC                           |
| 211 Isolda      | —          | 10 dez 1879 | Pula       | J. Palisa       | —         | MPC                           |
| 212 Medea       | —          | 6 fev 1880  | Pula       | J. Palisa       | —         | MPC                           |
| 213 Lilaea      | —          | 16 fev 1880 | Clinton    | C. H. F. Peters | —         | MPC                           |
| 214 Aschera     | —          | 29 fev 1880 | Pula       | J. Palisa       | —         | MPC                           |
| 215 Oenone      | —          | 7 abr 1880  | Berlin     | V. Knorre       | —         | MPC                           |
| 216 Cleópatra   | —          | 10 abr 1880 | Pula       | J. Palisa       | —         | MPC                           |
| 217 Eudora      | —          | 30 ago 1880 | Marseilles | J. Coggia       | —         | MPC                           |
| 218 Bianca      | —          | 4 set 1880  | Pula       | J. Palisa       | —         | MPC                           |
| 219 Thusnelda   | —          | 30 set 1880 | Pula       | J. Palisa       | —         | MPC                           |
| 220 Stephania   | —          | 19 mai 1881 | Vienna     | J. Palisa       | —         | MPC                           |
| 221 Eos         | —          | 18 jan 1882 | Vienna     | J. Palisa       | Brangane  | MPC                           |
| 222 Lucia       | —          | 9 fev 1882  | Vienna     | J. Palisa       | —         | MPC                           |
| 223 Rosa        | —          | 9 mar 1882  | Vienna     | J. Palisa       | —         | MPC                           |
| 224 Oceana      | —          | 30 mar 1882 | Vienna     | J. Palisa       | —         | MPC                           |
| 225 Henrietta   | —          | 19 abr 1882 | Vienna     | J. Palisa       | —         | MPC                           |
| 226 Weringia    | —          | 19 jul 1882 | Vienna     | J. Palisa       | —         | MPC                           |
| 227 Philosophia | —          | 12 ago 1882 | Paris      | P. P. Henry     | —         | MPC                           |
| 228 Agathe      | —          | 19 ago 1882 | Vienna     | J. Palisa       | —         | MPC                           |
| 229 Adelinda    | —          | 22 ago 1882 | Vienna     | J. Palisa       | —         | MPC                           |
| 230 Athamantis  | —          | 3 set 1882  | Bothkamp   | K. de Ball      | —         | MPC                           |
| 231 Vindobona   | —          | 10 set 1882 | Vienna     | J. Palisa       | —         | MPC                           |
| 232 Russia      | —          | 31 jan 1883 | Vienna     | J. Palisa       | —         | MPC                           |
| 233 Asterope    | —          | 11 mai 1883 | Marseilles | A. Borrelly     | —         | MPC                           |
| 234 Barbara     | —          | 12 ago 1883 | Clinton    | C. H. F. Peters | —         | MPC                           |
| 235 Carolina    | —          | 28 nov 1883 | Vienna     | J. Palisa       | —         | MPC                           |
| 236 Honoria     | —          | 26 abr 1884 | Vienna     | J. Palisa       | —         | MPC                           |
| 237 Coelestina  | —          | 27 jun 1884 | Vienna     | J. Palisa       | —         | MPC                           |
| 238 Hypatia     | —          | 1 jul 1884  | Berlin     | V. Knorre       | —         | MPC                           |
| 239 Adrastea    | —          | 18 ago 1884 | Vienna     | J. Palisa       | —         | MPC                           |
| 240 Vanadis     | —          | 27 ago 1884 | Marseilles | A. Borrelly     | —         | MPC                           |
| 241 Germania    | —          | 12 set 1884 | Düsseldorf | R. Luther       | —         | MPC                           |
| 242 Kriemhild   | —          | 22 set 1884 | Vienna     | J. Palisa       | —         | MPC                           |
| 243 Ida         | —          | 29 set 1884 | Vienna     | J. Palisa       | —         | MPC                           |
| 244 Sita        | —          | 14 out 1884 | Vienna     | J. Palisa       | —         | MPC                           |
| 245 Vera        | —          | 6 fev 1885  | Madras     | N. R. Pogson    | —         | MPC                           |
| 246 Asporina    | —          | 6 mar 1885  | Marseilles | A. Borrelly     | —         | MPC                           |
| 247 Eukrate     | —          | 14 mar 1885 | Düsseldorf | R. Luther       | —         | MPC                           |
| 248 Lameia      | —          | 5 jun 1885  | Vienna     | J. Palisa       | —         | MPC                           |
| 249 Ilse        | —          | 16 ago 1885 | Clinton    | C. H. F. Peters | —         | MPC                           |
| 250 Bettina     | —          | 3 set 1885  | Vienna     | J. Palisa       | —         | MPC                           |
| 251 Sophia      | —          | 4 out 1885  | Vienna     | J. Palisa       | —         | MPC                           |
| 252 Clementina  | —          | 11 out 1885 | Nice       | J. Perrotin     | —         | MPC                           |
| 253 Mathilde    | —          | 12 nov 1885 | Vienna     | J. Palisa       | —         | MPC                           |
| 254 Augusta     | —          | 31 mar 1886 | Vienna     | J. Palisa       | —         | MPC                           |
| 255 Oppavia     | —          | 31 mar 1886 | Vienna     | J. Palisa       | —         | MPC                           |
| 256 Walpurga    | —          | 3 abr 1886  | Vienna     | J. Palisa       | —         | MPC                           |
| 257 Silesia     | —          | 5 abr 1886  | Vienna     | J. Palisa       | —         | MPC                           |
| 258 Tyche       | —          | 4 mai 1886  | Düsseldorf | R. Luther       | —         | MPC                           |
| 259 Aletheia    | —          | 28 jun 1886 | Clinton    | C. H. F. Peters | —         | MPC                           |
| 260 Huberta     | —          | 3 out 1886  | Vienna     | J. Palisa       | —         | MPC                           |
| 261 Prymno      | —          | 31 out 1886 | Clinton    | C. H. F. Peters | —         | MPC                           |
| 262 Valda       | —          | 3 nov 1886  | Vienna     | J. Palisa       | —         | MPC                           |
| 263 Dresda      | —          | 3 nov 1886  | Vienna     | J. Palisa       | —         | MPC                           |
| 264 Libussa     | —          | 22 dez 1886 | Clinton    | C. H. F. Peters | —         | MPC                           |
| 265 Anna        | —          | 25 fev 1887 | Vienna     | J. Palisa       | —         | MPC                           |
| 266 Aline       | —          | 17 mai 1887 | Vienna     | J. Palisa       | —         | MPC                           |
| 267 Tirza       | —          | 27 mai 1887 | Nice       | A. Charlois     | —         | MPC                           |
| 268 Adorea      | —          | 8 jun 1887  | Marseilles | A. Borrelly     | —         | MPC                           |
| 269 Justitia    | —          | 21 set 1887 | Vienna     | J. Palisa       | —         | MPC                           |
| 270 Anahita     | —          | 8 out 1887  | Clinton    | C. H. F. Peters | —         | MPC                           |
| 271 Penthesilea | —          | 13 out 1887 | Berlin     | V. Knorre       | —         | MPC                           |
| 272 Antonia     | —          | 4 fev 1888  | Nice       | A. Charlois     | —         | MPC                           |
| 273 Atropos     | —          | 8 mar 1888  | Vienna     | J. Palisa       | —         | MPC                           |
| 274 Philagoria  | —          | 3 abr 1888  | Vienna     | J. Palisa       | —         | MPC                           |
| 275 Sapientia   | —          | 15 abr 1888 | Vienna     | J. Palisa       | —         | MPC                           |
| 276 Adelheid    | —          | 17 abr 1888 | Vienna     | J. Palisa       | —         | MPC                           |
| 277 Elvira      | —          | 3 mai 1888  | Nice       | A. Charlois     | —         | MPC                           |
| 278 Paulina     | —          | 16 mai 1888 | Vienna     | J. Palisa       | —         | MPC                           |
| 279 Thule       | —          | 25 out 1888 | Vienna     | J. Palisa       | Vesta     | MPC                           |
| 280 Philia      | —          | 29 out 1888 | Vienna     | J. Palisa       | —         | MPC                           |
| 281 Lucretia    | —          | 31 out 1888 | Vienna     | J. Palisa       | —         | MPC                           |
| 282 Clorinde    | —          | 28 jan 1889 | Nice       | A. Charlois     | —         | MPC                           |
| 283 Emma        | —          | 8 fev 1889  | Nice       | A. Charlois     | —         | MPC                           |
| 284 Amalia      | —          | 29 mai 1889 | Nice       | A. Charlois     | —         | MPC                           |
| 285 Regina      | —          | 3 ago 1889  | Nice       | A. Charlois     | —         | MPC                           |
| 286 Iclea       | —          | 3 ago 1889  | Vienna     | J. Palisa       | —         | MPC                           |
| 287 Nephthys    | —          | 25 ago 1889 | Clinton    | C. H. F. Peters | —         | MPC                           |
| 288 Glauke      | —          | 20 fev 1890 | Düsseldorf | R. Luther       | —         | MPC                           |
| 289 Nenetta     | —          | 10 mar 1890 | Nice       | A. Charlois     | —         | MPC                           |
| 290 Bruna       | —          | 20 mar 1890 | Vienna     | J. Palisa       | —         | MPC                           |
| 291 Alice       | —          | 25 abr 1890 | Vienna     | J. Palisa       | —         | MPC                           |
| 292 Ludovica    | —          | 25 abr 1890 | Vienna     | J. Palisa       | —         | MPC                           |
| 293 Brasilia    | —          | 20 mai 1890 | Nice       | A. Charlois     | —         | MPC                           |
| 294 Felicia     | —          | 15 jul 1890 | Nice       | A. Charlois     | —         | MPC                           |
| 295 Theresia    | —          | 17 ago 1890 | Vienna     | J. Palisa       | —         | MPC                           |
| 296 Phaetusa    | —          | 19 ago 1890 | Nice       | A. Charlois     | —         | MPC                           |
| 297 Caecilia    | —          | 9 set 1890  | Nice       | A. Charlois     | —         | MPC                           |
| 298 Baptistina  | —          | 9 set 1890  | Nice       | A. Charlois     | —         | MPC                           |
| 299 Thora       | —          | 6 out 1890  | Vienna     | J. Palisa       | —         | MPC                           |
| 300 Geraldina   | —          | 3 out 1890  | Nice       | A. Charlois     | —         | MPC                           |

## 301–400
| Designação         | Designação | Descoberta  | Descoberta | Descobridor(es) | Categoria | Mais informações / Referência |
| Permanente         | Provisória | Data        | Local      | Descobridor(es) | Categoria | Mais informações / Referência |
| ------------------ | ---------- | ----------- | ---------- | --------------- | --------- | ----------------------------- |
| 301 Bavaria        | —          | 16 nov 1890 | Vienna     | J. Palisa       | —         | MPC                           |
| 302 Clarissa       | —          | 14 nov 1890 | Nice       | A. Charlois     | —         | MPC                           |
| 303 Josephina      | —          | 12 fev 1891 | Rome       | E. Millosevich  | —         | MPC                           |
| 304 Olga           | —          | 14 fev 1891 | Vienna     | J. Palisa       | —         | MPC                           |
| 305 Gordonia       | —          | 16 fev 1891 | Nice       | A. Charlois     | —         | MPC                           |
| 306 Unitas         | —          | 1 mar 1891  | Rome       | E. Millosevich  | —         | MPC                           |
| 307 Nike           | —          | 5 mar 1891  | Nice       | A. Charlois     | —         | MPC                           |
| 308 Polyxo         | —          | 31 mar 1891 | Marseilles | A. Borrelly     | —         | MPC                           |
| 309 Fraternitas    | —          | 6 abr 1891  | Vienna     | J. Palisa       | —         | MPC                           |
| 310 Margarita      | —          | 16 mai 1891 | Nice       | A. Charlois     | —         | MPC                           |
| 311 Claudia        | —          | 11 jun 1891 | Nice       | A. Charlois     | —         | MPC                           |
| 312 Pierretta      | —          | 28 ago 1891 | Nice       | A. Charlois     | —         | MPC                           |
| 313 Chaldaea       | —          | 30 ago 1891 | Vienna     | J. Palisa       | —         | MPC                           |
| 314 Rosalia        | —          | 1 set 1891  | Nice       | A. Charlois     | —         | MPC                           |
| 315 Constantia     | —          | 4 set 1891  | Vienna     | J. Palisa       | —         | MPC                           |
| 316 Goberta        | —          | 8 set 1891  | Nice       | A. Charlois     | —         | MPC                           |
| 317 Roxane         | —          | 11 set 1891 | Nice       | A. Charlois     | —         | MPC                           |
| 318 Magdalena      | —          | 24 set 1891 | Nice       | A. Charlois     | —         | MPC                           |
| 319 Leona          | —          | 8 out 1891  | Nice       | A. Charlois     | —         | MPC                           |
| 320 Katharina      | —          | 11 out 1891 | Vienna     | J. Palisa       | Brangane  | MPC                           |
| 321 Florentina     | —          | 15 out 1891 | Vienna     | J. Palisa       | —         | MPC                           |
| 322 Phaeo          | —          | 27 nov 1891 | Marseilles | A. Borrelly     | —         | MPC                           |
| 323 Brucia         | —          | 22 dez 1891 | Heidelberg | M. F. Wolf      | —         | MPC                           |
| 324 Bamberga       | —          | 25 fev 1892 | Vienna     | J. Palisa       | —         | MPC                           |
| 325 Heidelberga    | —          | 4 mar 1892  | Heidelberg | M. F. Wolf      | —         | MPC                           |
| 326 Tamara         | —          | 19 mar 1892 | Vienna     | J. Palisa       | —         | MPC                           |
| 327 Columbia       | —          | 22 mar 1892 | Nice       | A. Charlois     | —         | MPC                           |
| 328 Gudrun         | —          | 18 mar 1892 | Heidelberg | M. F. Wolf      | —         | MPC                           |
| 329 Svea           | —          | 21 mar 1892 | Heidelberg | M. F. Wolf      | —         | MPC                           |
| 330 Adalberta      | A910 CB    | 2 fev 1910  | Heidelberg | M. F. Wolf      | —         | MPC                           |
| 331 Etheridgea     | —          | 1 abr 1892  | Nice       | A. Charlois     | —         | MPC                           |
| 332 Siri           | —          | 19 mar 1892 | Heidelberg | M. F. Wolf      | —         | MPC                           |
| 333 Badenia        | 1892 A     | 22 ago 1892 | Heidelberg | M. F. Wolf      | —         | MPC                           |
| 334 Chicago        | 1892 L     | 23 ago 1892 | Heidelberg | M. F. Wolf      | Juno      | MPC                           |
| 335 Roberta        | 1892 C     | 1 set 1892  | Heidelberg | A. Staus        | —         | MPC                           |
| 336 Lacadiera      | 1892 D     | 19 set 1892 | Nice       | A. Charlois     | —         | MPC                           |
| 337 Devosa         | 1892 E     | 22 set 1892 | Nice       | A. Charlois     | —         | MPC                           |
| 338 Budrosa        | 1892 F     | 25 set 1892 | Nice       | A. Charlois     | —         | MPC                           |
| 339 Dorothea       | 1892 G     | 25 set 1892 | Heidelberg | M. F. Wolf      | Brangane  | MPC                           |
| 340 Eduarda        | 1892 H     | 25 set 1892 | Heidelberg | M. F. Wolf      | —         | MPC                           |
| 341 California     | 1892 J     | 25 set 1892 | Heidelberg | M. F. Wolf      | —         | MPC                           |
| 342 Endymion       | 1892 K     | 17 out 1892 | Heidelberg | M. F. Wolf      | —         | MPC                           |
| 343 Ostara         | 1892 N     | 15 nov 1892 | Heidelberg | M. F. Wolf      | —         | MPC                           |
| 344 Desiderata     | 1892 M     | 15 nov 1892 | Nice       | A. Charlois     | —         | MPC                           |
| 345 Tercidina      | 1892 O     | 23 nov 1892 | Nice       | A. Charlois     | —         | MPC                           |
| 346 Hermentaria    | 1892 P     | 25 nov 1892 | Nice       | A. Charlois     | —         | MPC                           |
| 347 Pariana        | 1892 Q     | 28 nov 1892 | Nice       | A. Charlois     | —         | MPC                           |
| 348 May            | 1892 R     | 28 nov 1892 | Nice       | A. Charlois     | —         | MPC                           |
| 349 Dembowska      | 1892 T     | 9 dez 1892  | Nice       | A. Charlois     | —         | MPC                           |
| 350 Ornamenta      | 1892 U     | 14 dez 1892 | Nice       | A. Charlois     | —         | MPC                           |
| 351 Yrsa           | 1892 V     | 16 dez 1892 | Heidelberg | M. F. Wolf      | —         | MPC                           |
| 352 Gisela         | 1893 B     | 12 jan 1893 | Heidelberg | M. F. Wolf      | —         | MPC                           |
| 353 Ruperto-Carola | 1893 F     | 16 jan 1893 | Heidelberg | M. F. Wolf      | —         | MPC                           |
| 354 Eleonora       | 1893 A     | 17 jan 1893 | Nice       | A. Charlois     | —         | MPC                           |
| 355 Gabriella      | 1893 E     | 20 jan 1893 | Nice       | A. Charlois     | —         | MPC                           |
| 356 Liguria        | 1893 G     | 21 jan 1893 | Nice       | A. Charlois     | —         | MPC                           |
| 357 Ninina         | 1893 J     | 11 fev 1893 | Nice       | A. Charlois     | —         | MPC                           |
| 358 Apollonia      | 1893 K     | 8 mar 1893  | Nice       | A. Charlois     | —         | MPC                           |
| 359 Georgia        | 1893 M     | 10 mar 1893 | Nice       | A. Charlois     | —         | MPC                           |
| 360 Carlova        | 1893 N     | 11 mar 1893 | Nice       | A. Charlois     | —         | MPC                           |
| 361 Bononia        | 1893 P     | 11 mar 1893 | Nice       | A. Charlois     | Juno      | MPC                           |
| 362 Havnia         | 1893 R     | 12 mar 1893 | Nice       | A. Charlois     | —         | MPC                           |
| 363 Padua          | 1893 S     | 17 mar 1893 | Nice       | A. Charlois     | —         | MPC                           |
| 364 Isara          | 1893 T     | 19 mar 1893 | Nice       | A. Charlois     | —         | MPC                           |
| 365 Corduba        | 1893 V     | 21 mar 1893 | Nice       | A. Charlois     | —         | MPC                           |
| 366 Vincentina     | 1893 W     | 21 mar 1893 | Nice       | A. Charlois     | —         | MPC                           |
| 367 Amicitia       | 1893 AA    | 19 mai 1893 | Nice       | A. Charlois     | —         | MPC                           |
| 368 Haidea         | 1893 AB    | 19 mai 1893 | Nice       | A. Charlois     | —         | MPC                           |
| 369 Aeria          | 1893 AE    | 4 jul 1893  | Marseilles | A. Borrelly     | —         | MPC                           |
| 370 Modestia       | 1893 AC    | 14 jul 1893 | Nice       | A. Charlois     | —         | MPC                           |
| 371 Bohemia        | 1893 AD    | 16 jul 1893 | Nice       | A. Charlois     | —         | MPC                           |
| 372 Palma          | 1893 AH    | 19 ago 1893 | Nice       | A. Charlois     | —         | MPC                           |
| 373 Melusina       | 1893 AJ    | 15 set 1893 | Nice       | A. Charlois     | —         | MPC                           |
| 374 Burgundia      | 1893 AK    | 18 set 1893 | Nice       | A. Charlois     | —         | MPC                           |
| 375 Ursula         | 1893 AL    | 18 set 1893 | Nice       | A. Charlois     | —         | MPC                           |
| 376 Geometria      | 1893 AM    | 18 set 1893 | Nice       | A. Charlois     | —         | MPC                           |
| 377 Campania       | 1893 AN    | 20 set 1893 | Nice       | A. Charlois     | —         | MPC                           |
| 378 Holmia         | 1893 AP    | 6 dez 1893  | Nice       | A. Charlois     | —         | MPC                           |
| 379 Huenna         | 1894 AQ    | 8 jan 1894  | Nice       | A. Charlois     | —         | MPC                           |
| 380 Fiducia        | 1894 AR    | 8 jan 1894  | Nice       | A. Charlois     | —         | MPC                           |
| 381 Myrrha         | 1894 AS    | 10 jan 1894 | Nice       | A. Charlois     | —         | MPC                           |
| 382 Dodona         | 1894 AT    | 29 jan 1894 | Nice       | A. Charlois     | —         | MPC                           |
| 383 Janina         | 1894 AU    | 29 jan 1894 | Nice       | A. Charlois     | —         | MPC                           |
| 384 Burdigala      | 1894 AV    | 11 fev 1894 | Bordeaux   | F. Courty       | —         | MPC                           |
| 385 Ilmatar        | 1894 AX    | 1 mar 1894  | Heidelberg | M. F. Wolf      | —         | MPC                           |
| 386 Siegena        | 1894 AY    | 1 mar 1894  | Heidelberg | M. F. Wolf      | —         | MPC                           |
| 387 Aquitania      | 1894 AZ    | 5 mar 1894  | Bordeaux   | F. Courty       | —         | MPC                           |
| 388 Charybdis      | 1894 BA    | 7 mar 1894  | Nice       | A. Charlois     | —         | MPC                           |
| 389 Industria      | 1894 BB    | 8 mar 1894  | Nice       | A. Charlois     | —         | MPC                           |
| 390 Alma           | 1894 BC    | 24 mar 1894 | Paris      | G. Bigourdan    | —         | MPC                           |
| 391 Ingeborg       | 1894 BE    | 1 nov 1894  | Heidelberg | M. F. Wolf      | —         | MPC                           |
| 392 Wilhelmina     | 1894 BF    | 4 nov 1894  | Heidelberg | M. F. Wolf      | —         | MPC                           |
| 393 Lampetia       | 1894 BG    | 4 nov 1894  | Heidelberg | M. F. Wolf      | —         | MPC                           |
| 394 Arduina        | 1894 BH    | 19 nov 1894 | Marseilles | A. Borrelly     | —         | MPC                           |
| 395 Delia          | 1894 BK    | 30 nov 1894 | Nice       | A. Charlois     | —         | MPC                           |
| 396 Aeolia         | 1894 BL    | 1 dez 1894  | Nice       | A. Charlois     | —         | MPC                           |
| 397 Vienna         | 1894 BM    | 19 dez 1894 | Nice       | A. Charlois     | —         | MPC                           |
| 398 Admete         | 1894 BN    | 28 dez 1894 | Nice       | A. Charlois     | —         | MPC                           |
| 399 Persephone     | 1895 BP    | 23 fev 1895 | Heidelberg | M. F. Wolf      | —         | MPC                           |
| 400 Ducrosa        | 1895 BU    | 15 mar 1895 | Nice       | A. Charlois     | —         | MPC                           |

## 401–500
| Designação        | Designação | Descoberta  | Descoberta     | Descobridor(es)            | Categoria | Mais informações / Referência |
| Permanente        | Provisória | Data        | Local          | Descobridor(es)            | Categoria | Mais informações / Referência |
| ----------------- | ---------- | ----------- | -------------- | -------------------------- | --------- | ----------------------------- |
| 401 Ottilia       | 1895 BT    | 16 mar 1895 | Heidelberg     | M. F. Wolf                 | —         | MPC                           |
| 402 Chloe         | 1895 BW    | 21 mar 1895 | Nice           | A. Charlois                | —         | MPC                           |
| 403 Cyane         | 1895 BX    | 18 mai 1895 | Nice           | A. Charlois                | —         | MPC                           |
| 404 Arsinoe       | 1895 BY    | 20 jun 1895 | Nice           | A. Charlois                | Pallas    | MPC                           |
| 405 Thia          | 1895 BZ    | 23 jul 1895 | Nice           | A. Charlois                | —         | MPC                           |
| 406 Erna          | 1895 CB    | 22 ago 1895 | Nice           | A. Charlois                | —         | MPC                           |
| 407 Arachne       | 1895 CC    | 13 out 1895 | Heidelberg     | M. F. Wolf                 | —         | MPC                           |
| 408 Fama          | 1895 CD    | 13 out 1895 | Heidelberg     | M. F. Wolf                 | —         | MPC                           |
| 409 Aspasia       | 1895 CE    | 9 dez 1895  | Nice           | A. Charlois                | —         | MPC                           |
| 410 Chloris       | 1896 CH    | 7 jan 1896  | Nice           | A. Charlois                | —         | MPC                           |
| 411 Xanthe        | 1896 CJ    | 7 jan 1896  | Nice           | A. Charlois                | —         | MPC                           |
| 412 Elisabetha    | 1896 CK    | 7 jan 1896  | Heidelberg     | M. F. Wolf                 | —         | MPC                           |
| 413 Edburga       | 1896 CL    | 7 jan 1896  | Heidelberg     | M. F. Wolf                 | —         | MPC                           |
| 414 Liriope       | 1896 CN    | 16 jan 1896 | Nice           | A. Charlois                | —         | MPC                           |
| 415 Palatia       | 1896 CO    | 7 fev 1896  | Heidelberg     | M. F. Wolf                 | —         | MPC                           |
| 416 Vaticana      | 1896 CS    | 4 mai 1896  | Nice           | A. Charlois                | —         | MPC                           |
| 417 Suevia        | 1896 CT    | 6 mai 1896  | Heidelberg     | M. F. Wolf                 | —         | MPC                           |
| 418 Alemannia     | 1896 CV    | 7 set 1896  | Heidelberg     | M. F. Wolf                 | —         | MPC                           |
| 419 Aurelia       | 1896 CW    | 7 set 1896  | Heidelberg     | M. F. Wolf                 | —         | MPC                           |
| 420 Bertholda     | 1896 CY    | 7 set 1896  | Heidelberg     | M. F. Wolf                 | —         | MPC                           |
| 421 Zahringia     | 1896 CZ    | 7 set 1896  | Heidelberg     | M. F. Wolf                 | —         | MPC                           |
| 422 Berolina      | 1896 DA    | 8 out 1896  | Urania         | G. Witt                    | —         | MPC                           |
| 423 Diotima       | 1896 DB    | 7 dez 1896  | Nice           | A. Charlois                | —         | MPC                           |
| 424 Gratia        | 1896 DF    | 31 dez 1896 | Nice           | A. Charlois                | —         | MPC                           |
| 425 Cornelia      | 1896 DC    | 28 dez 1896 | Nice           | A. Charlois                | —         | MPC                           |
| 426 Hippo         | 1897 DH    | 25 ago 1897 | Nice           | A. Charlois                | —         | MPC                           |
| 427 Galene        | 1897 DJ    | 27 ago 1897 | Nice           | A. Charlois                | —         | MPC                           |
| 428 Monachia      | 1897 DK    | 18 nov 1897 | Munich         | W. Villiger                | —         | MPC                           |
| 429 Lotis         | 1897 DL    | 23 nov 1897 | Nice           | A. Charlois                | —         | MPC                           |
| 430 Hybris        | 1897 DM    | 18 dez 1897 | Nice           | A. Charlois                | —         | MPC                           |
| 431 Nephele       | 1897 DN    | 18 dez 1897 | Nice           | A. Charlois                | —         | MPC                           |
| 432 Pythia        | 1897 DO    | 18 dez 1897 | Nice           | A. Charlois                | —         | MPC                           |
| 433 Eros          | 1898 DQ    | 13 ago 1898 | Urania         | G. Witt                    | —         | MPC                           |
| 434 Hungaria      | 1898 DR    | 11 set 1898 | Heidelberg     | M. F. Wolf                 | Juno      | MPC                           |
| 435 Ella          | 1898 DS    | 11 set 1898 | Heidelberg     | M. F. Wolf, A. Schwassmann | —         | MPC                           |
| 436 Patricia      | 1898 DT    | 13 set 1898 | Heidelberg     | M. F. Wolf, A. Schwassmann | —         | MPC                           |
| 437 Rhodia        | 1898 DP    | 16 jul 1898 | Nice           | A. Charlois                | —         | MPC                           |
| 438 Zeuxo         | 1898 DU    | 8 nov 1898  | Nice           | A. Charlois                | —         | MPC                           |
| 439 Ohio          | 1898 EB    | 13 out 1898 | Mount Hamilton | E. F. Coddington           | —         | MPC                           |
| 440 Theodora      | 1898 EC    | 13 out 1898 | Mount Hamilton | E. F. Coddington           | —         | MPC                           |
| 441 Bathilde      | 1898 ED    | 8 dez 1898  | Nice           | A. Charlois                | —         | MPC                           |
| 442 Eichsfeldia   | 1899 EE    | 15 fev 1899 | Heidelberg     | M. F. Wolf, A. Schwassmann | —         | MPC                           |
| 443 Photographica | 1899 EF    | 17 fev 1899 | Heidelberg     | M. F. Wolf, A. Schwassmann | —         | MPC                           |
| 444 Gyptis        | 1899 EL    | 31 mar 1899 | Marseilles     | J. Coggia                  | —         | MPC                           |
| 445 Edna          | 1899 EX    | 2 out 1899  | Mount Hamilton | E. F. Coddington           | —         | MPC                           |
| 446 Aeternitas    | 1899 ER    | 27 out 1899 | Heidelberg     | M. F. Wolf, A. Schwassmann | —         | MPC                           |
| 447 Valentine     | 1899 ES    | 27 out 1899 | Heidelberg     | M. F. Wolf, A. Schwassmann | —         | MPC                           |
| 448 Natalie       | 1899 ET    | 27 out 1899 | Heidelberg     | M. F. Wolf, A. Schwassmann | —         | MPC                           |
| 449 Hamburga      | 1899 EU    | 31 out 1899 | Heidelberg     | M. F. Wolf, A. Schwassmann | —         | MPC                           |
| 450 Brigitta      | 1899 EV    | 10 out 1899 | Heidelberg     | M. F. Wolf, A. Schwassmann | Brangane  | MPC                           |
| 451 Patientia     | 1899 EY    | 4 dez 1899  | Nice           | A. Charlois                | —         | MPC                           |
| 452 Hamiltonia    | 1899 FD    | 6 dez 1899  | Mount Hamilton | J. E. Keeler               | —         | MPC                           |
| 453 Tea           | 1900 FA    | 22 fev 1900 | Nice           | A. Charlois                | —         | MPC                           |
| 454 Mathesis      | 1900 FC    | 28 mar 1900 | Heidelberg     | A. Schwassmann             | —         | MPC                           |
| 455 Bruchsalia    | 1900 FG    | 22 mai 1900 | Heidelberg     | M. F. Wolf, A. Schwassmann | —         | MPC                           |
| 456 Abnoba        | 1900 FH    | 4 jun 1900  | Heidelberg     | M. F. Wolf, A. Schwassmann | —         | MPC                           |
| 457 Alleghenia    | 1900 FJ    | 15 set 1900 | Heidelberg     | M. F. Wolf, A. Schwassmann | —         | MPC                           |
| 458 Hercynia      | 1900 FK    | 21 set 1900 | Heidelberg     | M. F. Wolf, A. Schwassmann | —         | MPC                           |
| 459 Signe         | 1900 FM    | 22 out 1900 | Heidelberg     | M. F. Wolf                 | —         | MPC                           |
| 460 Scania        | 1900 FN    | 22 out 1900 | Heidelberg     | M. F. Wolf                 | —         | MPC                           |
| 461 Saskia        | 1900 FP    | 22 out 1900 | Heidelberg     | M. F. Wolf                 | —         | MPC                           |
| 462 Eriphyla      | 1900 FQ    | 22 out 1900 | Heidelberg     | M. F. Wolf                 | —         | MPC                           |
| 463 Lola          | 1900 FS    | 31 out 1900 | Heidelberg     | M. F. Wolf                 | —         | MPC                           |
| 464 Megaira       | 1901 FV    | 9 jan 1901  | Heidelberg     | M. F. Wolf                 | —         | MPC                           |
| 465 Alekto        | 1901 FW    | 13 jan 1901 | Heidelberg     | M. F. Wolf                 | —         | MPC                           |
| 466 Tisiphone     | 1901 FX    | 17 jan 1901 | Heidelberg     | M. F. Wolf, L. Carnera     | —         | MPC                           |
| 467 Laura         | 1901 FY    | 9 jan 1901  | Heidelberg     | M. F. Wolf                 | —         | MPC                           |
| 468 Lina          | 1901 FZ    | 18 jan 1901 | Heidelberg     | M. F. Wolf                 | —         | MPC                           |
| 469 Argentina     | 1901 GE    | 20 fev 1901 | Heidelberg     | L. Carnera                 | —         | MPC                           |
| 470 Kilia         | 1901 GJ    | 21 abr 1901 | Heidelberg     | L. Carnera                 | —         | MPC                           |
| 471 Papagena      | 1901 GN    | 7 jun 1901  | Heidelberg     | M. F. Wolf                 | —         | MPC                           |
| 472 Roma          | 1901 GP    | 11 jul 1901 | Heidelberg     | L. Carnera                 | —         | MPC                           |
| 473 Nolli         | 1901 GC    | 13 fev 1901 | Heidelberg     | M. F. Wolf                 | Phocaea   | MPC                           |
| 474 Prudentia     | 1901 GD    | 13 fev 1901 | Heidelberg     | M. F. Wolf                 | —         | MPC                           |
| 475 Ocllo         | 1901 HN    | 14 ago 1901 | Arequipa       | D. Stewart                 | —         | MPC                           |
| 476 Hedwig        | 1901 GQ    | 17 ago 1901 | Heidelberg     | L. Carnera                 | —         | MPC                           |
| 477 Italia        | 1901 GR    | 23 ago 1901 | Heidelberg     | L. Carnera                 | —         | MPC                           |
| 478 Tergeste      | 1901 GU    | 21 set 1901 | Heidelberg     | L. Carnera                 | —         | MPC                           |
| 479 Caprera       | 1901 HJ    | 12 nov 1901 | Heidelberg     | L. Carnera                 | —         | MPC                           |
| 480 Hansa         | 1901 GL    | 21 mai 1901 | Heidelberg     | M. F. Wolf, L. Carnera     | —         | MPC                           |
| 481 Emita         | 1902 HP    | 12 fev 1902 | Heidelberg     | L. Carnera                 | —         | MPC                           |
| 482 Petrina       | 1902 HT    | 3 mar 1902  | Heidelberg     | M. F. Wolf                 | —         | MPC                           |
| 483 Seppina       | 1902 HU    | 4 mar 1902  | Heidelberg     | M. F. Wolf                 | —         | MPC                           |
| 484 Pittsburghia  | 1902 HX    | 29 abr 1902 | Heidelberg     | M. F. Wolf                 | —         | MPC                           |
| 485 Genua         | 1902 HZ    | 7 mai 1902  | Heidelberg     | L. Carnera                 | —         | MPC                           |
| 486 Cremona       | 1902 JB    | 11 mai 1902 | Heidelberg     | L. Carnera                 | —         | MPC                           |
| 487 Venetia       | 1902 JL    | 9 jul 1902  | Heidelberg     | L. Carnera                 | —         | MPC                           |
| 488 Kreusa        | 1902 JG    | 26 jun 1902 | Heidelberg     | M. F. Wolf, L. Carnera     | —         | MPC                           |
| 489 Comacina      | 1902 JM    | 2 set 1902  | Heidelberg     | L. Carnera                 | —         | MPC                           |
| 490 Veritas       | 1902 JP    | 3 set 1902  | Heidelberg     | M. F. Wolf                 | —         | MPC                           |
| 491 Carina        | 1902 JQ    | 3 set 1902  | Heidelberg     | M. F. Wolf                 | —         | MPC                           |
| 492 Gismonda      | 1902 JR    | 3 set 1902  | Heidelberg     | M. F. Wolf                 | —         | MPC                           |
| 493 Griseldis     | 1902 JS    | 7 set 1902  | Heidelberg     | M. F. Wolf                 | —         | MPC                           |
| 494 Virtus        | 1902 JV    | 7 out 1902  | Heidelberg     | M. F. Wolf                 | —         | MPC                           |
| 495 Eulalia       | 1902 KG    | 25 out 1902 | Heidelberg     | M. F. Wolf                 | —         | MPC                           |
| 496 Gryphia       | 1902 KH    | 25 out 1902 | Heidelberg     | M. F. Wolf                 | —         | MPC                           |
| 497 Iva           | 1902 KJ    | 4 nov 1902  | Heidelberg     | R. S. Dugan                | —         | MPC                           |
| 498 Tokio         | 1902 KU    | 2 dez 1902  | Nice           | A. Charlois                | —         | MPC                           |
| 499 Venusia       | 1902 KX    | 24 dez 1902 | Heidelberg     | M. F. Wolf                 | Juno      | MPC                           |
| 500 Selinur       | 1903 LA    | 16 jan 1903 | Heidelberg     | M. F. Wolf                 | —         | MPC                           |

## 501–600
| Designação       | Designação | Descoberta  | Descoberta | Descobridor(es)     | Categoria | Mais informações / Referência |
| Permanente       | Provisória | Data        | Local      | Descobridor(es)     | Categoria | Mais informações / Referência |
| ---------------- | ---------- | ----------- | ---------- | ------------------- | --------- | ----------------------------- |
| 501 Urhixidur    | 1903 LB    | 18 jan 1903 | Heidelberg | M. F. Wolf          | —         | MPC                           |
| 502 Sigune       | 1903 LC    | 19 jan 1903 | Heidelberg | M. F. Wolf          | —         | MPC                           |
| 503 Evelyn       | 1903 LF    | 19 jan 1903 | Heidelberg | R. S. Dugan         | —         | MPC                           |
| 504 Cora         | 1902 LK    | 30 jun 1902 | Arequipa   | S. I. Bailey        | —         | MPC                           |
| 505 Cava         | 1902 LL    | 21 ago 1902 | Arequipa   | R. H. Frost         | —         | MPC                           |
| 506 Marion       | 1903 LN    | 17 fev 1903 | Heidelberg | R. S. Dugan         | —         | MPC                           |
| 507 Laodica      | 1903 LO    | 19 fev 1903 | Heidelberg | R. S. Dugan         | —         | MPC                           |
| 508 Princetonia  | 1903 LQ    | 20 abr 1903 | Heidelberg | R. S. Dugan         | —         | MPC                           |
| 509 Iolanda      | 1903 LR    | 28 abr 1903 | Heidelberg | M. F. Wolf          | —         | MPC                           |
| 510 Mabella      | 1903 LT    | 20 mai 1903 | Heidelberg | R. S. Dugan         | —         | MPC                           |
| 511 Davida       | 1903 LU    | 30 mai 1903 | Heidelberg | R. S. Dugan         | —         | MPC                           |
| 512 Taurinensis  | 1903 LV    | 23 jun 1903 | Heidelberg | M. F. Wolf          | —         | MPC                           |
| 513 Centesima    | 1903 LY    | 24 ago 1903 | Heidelberg | M. F. Wolf          | Brangane  | MPC                           |
| 514 Armida       | 1903 MB    | 24 ago 1903 | Heidelberg | M. F. Wolf          | —         | MPC                           |
| 515 Athalia      | 1903 ME    | 20 set 1903 | Heidelberg | M. F. Wolf          | —         | MPC                           |
| 516 Amherstia    | 1903 MG    | 20 set 1903 | Heidelberg | R. S. Dugan         | —         | MPC                           |
| 517 Edith        | 1903 MH    | 22 set 1903 | Heidelberg | R. S. Dugan         | —         | MPC                           |
| 518 Halawe       | 1903 MO    | 20 out 1903 | Heidelberg | R. S. Dugan         | —         | MPC                           |
| 519 Sylvania     | 1903 MP    | 20 out 1903 | Heidelberg | R. S. Dugan         | —         | MPC                           |
| 520 Franziska    | 1903 MV    | 27 out 1903 | Heidelberg | M. F. Wolf, P. Götz | Brangane  | MPC                           |
| 521 Brixia       | 1904 NB    | 10 jan 1904 | Heidelberg | R. S. Dugan         | —         | MPC                           |
| 522 Helga        | 1904 NC    | 10 jan 1904 | Heidelberg | M. F. Wolf          | —         | MPC                           |
| 523 Ada          | 1904 ND    | 27 jan 1904 | Heidelberg | R. S. Dugan         | —         | MPC                           |
| 524 Fidelio      | 1904 NN    | 14 mar 1904 | Heidelberg | M. F. Wolf          | —         | MPC                           |
| 525 Adelaide     | 1908 EKa   | 21 out 1908 | Taunton    | J. H. Metcalf       | —         | MPC                           |
| 526 Jena         | 1904 NQ    | 14 mar 1904 | Heidelberg | M. F. Wolf          | —         | MPC                           |
| 527 Euryanthe    | 1904 NR    | 20 mar 1904 | Heidelberg | M. F. Wolf          | —         | MPC                           |
| 528 Rezia        | 1904 NS    | 20 mar 1904 | Heidelberg | M. F. Wolf          | —         | MPC                           |
| 529 Preziosa     | 1904 NT    | 20 mar 1904 | Heidelberg | M. F. Wolf          | Brangane  | MPC                           |
| 530 Turandot     | 1904 NV    | 11 abr 1904 | Heidelberg | M. F. Wolf          | —         | MPC                           |
| 531 Zerlina      | 1904 NW    | 12 abr 1904 | Heidelberg | M. F. Wolf          | —         | MPC                           |
| 532 Herculina    | 1904 NY    | 20 abr 1904 | Heidelberg | M. F. Wolf          | —         | MPC                           |
| 533 Sara         | 1904 NZ    | 19 abr 1904 | Heidelberg | R. S. Dugan         | —         | MPC                           |
| 534 Nassovia     | 1904 OA    | 19 abr 1904 | Heidelberg | R. S. Dugan         | —         | MPC                           |
| 535 Montague     | 1904 OC    | 7 mai 1904  | Heidelberg | R. S. Dugan         | —         | MPC                           |
| 536 Merapi       | 1904 OF    | 11 mai 1904 | Washington | G. H. Peters        | —         | MPC                           |
| 537 Pauly        | 1904 OG    | 7 jul 1904  | Nice       | A. Charlois         | —         | MPC                           |
| 538 Friederike   | 1904 OK    | 18 jul 1904 | Heidelberg | P. Götz             | Ursula    | MPC                           |
| 539 Pamina       | 1904 OL    | 2 ago 1904  | Heidelberg | M. F. Wolf          | —         | MPC                           |
| 540 Rosamunde    | 1904 ON    | 3 ago 1904  | Heidelberg | M. F. Wolf          | —         | MPC                           |
| 541 Deborah      | 1904 OO    | 4 ago 1904  | Heidelberg | M. F. Wolf          | —         | MPC                           |
| 542 Susanna      | 1904 OQ    | 15 ago 1904 | Heidelberg | P. Götz, A. Kopff   | —         | MPC                           |
| 543 Charlotte    | 1904 OT    | 11 set 1904 | Heidelberg | P. Götz             | —         | MPC                           |
| 544 Jetta        | 1904 OU    | 11 set 1904 | Heidelberg | P. Götz             | —         | MPC                           |
| 545 Messalina    | 1904 OY    | 3 out 1904  | Heidelberg | P. Götz             | —         | MPC                           |
| 546 Herodias     | 1904 PA    | 10 out 1904 | Heidelberg | P. Götz             | —         | MPC                           |
| 547 Praxedis     | 1904 PB    | 14 out 1904 | Heidelberg | P. Götz             | —         | MPC                           |
| 548 Kressida     | 1904 PC    | 14 out 1904 | Heidelberg | P. Götz             | —         | MPC                           |
| 549 Jessonda     | 1904 PK    | 15 nov 1904 | Heidelberg | M. F. Wolf          | —         | MPC                           |
| 550 Senta        | 1904 PL    | 16 nov 1904 | Heidelberg | M. F. Wolf          | —         | MPC                           |
| 551 Ortrud       | 1904 PM    | 16 nov 1904 | Heidelberg | M. F. Wolf          | —         | MPC                           |
| 552 Sigelinde    | 1904 PO    | 14 dez 1904 | Heidelberg | M. F. Wolf          | —         | MPC                           |
| 553 Kundry       | 1904 PP    | 27 dez 1904 | Heidelberg | M. F. Wolf          | —         | MPC                           |
| 554 Peraga       | 1905 PS    | 8 jan 1905  | Heidelberg | P. Götz             | —         | MPC                           |
| 555 Norma        | 1905 PT    | 14 jan 1905 | Heidelberg | M. F. Wolf          | —         | MPC                           |
| 556 Phyllis      | 1905 PW    | 8 jan 1905  | Heidelberg | P. Götz             | —         | MPC                           |
| 557 Violetta     | 1905 PY    | 26 jan 1905 | Heidelberg | M. F. Wolf          | —         | MPC                           |
| 558 Carmen       | 1905 QB    | 9 fev 1905  | Heidelberg | M. F. Wolf          | —         | MPC                           |
| 559 Nanon        | 1905 QD    | 8 mar 1905  | Heidelberg | M. F. Wolf          | —         | MPC                           |
| 560 Delila       | 1905 QF    | 13 mar 1905 | Heidelberg | M. F. Wolf          | —         | MPC                           |
| 561 Ingwelde     | 1905 QG    | 26 mar 1905 | Heidelberg | M. F. Wolf          | —         | MPC                           |
| 562 Salome       | 1905 QH    | 3 abr 1905  | Heidelberg | M. F. Wolf          | Brangane  | MPC                           |
| 563 Suleika      | 1905 QK    | 6 abr 1905  | Heidelberg | P. Götz             | —         | MPC                           |
| 564 Dudu         | 1905 QM    | 9 mai 1905  | Heidelberg | P. Götz             | —         | MPC                           |
| 565 Marbachia    | 1905 QN    | 9 mai 1905  | Heidelberg | M. F. Wolf          | —         | MPC                           |
| 566 Stereoskopia | 1905 QO    | 28 mai 1905 | Heidelberg | P. Götz             | —         | MPC                           |
| 567 Eleutheria   | 1905 QP    | 28 mai 1905 | Heidelberg | P. Götz             | —         | MPC                           |
| 568 Cheruskia    | 1905 QS    | 26 jul 1905 | Heidelberg | P. Götz             | —         | MPC                           |
| 569 Misa         | 1905 QT    | 27 jul 1905 | Vienna     | J. Palisa           | —         | MPC                           |
| 570 Kythera      | 1905 QX    | 30 jul 1905 | Heidelberg | M. F. Wolf          | —         | MPC                           |
| 571 Dulcinea     | 1905 QZ    | 4 set 1905  | Heidelberg | P. Götz             | —         | MPC                           |
| 572 Rebekka      | 1905 RB    | 19 set 1905 | Heidelberg | P. Götz             | —         | MPC                           |
| 573 Recha        | 1905 RC    | 19 set 1905 | Heidelberg | M. F. Wolf          | Brangane  | MPC                           |
| 574 Reginhild    | 1905 RD    | 19 set 1905 | Heidelberg | M. F. Wolf          | —         | MPC                           |
| 575 Renate       | 1905 RE    | 19 set 1905 | Heidelberg | M. F. Wolf          | —         | MPC                           |
| 576 Emanuela     | 1905 RF    | 22 set 1905 | Heidelberg | P. Götz             | —         | MPC                           |
| 577 Rhea         | 1905 RH    | 20 out 1905 | Heidelberg | M. F. Wolf          | —         | MPC                           |
| 578 Happelia     | 1905 RZ    | 1 nov 1905  | Heidelberg | M. F. Wolf          | —         | MPC                           |
| 579 Sidonia      | 1905 SD    | 3 nov 1905  | Heidelberg | A. Kopff            | Brangane  | MPC                           |
| 580 Selene       | 1905 SE    | 17 dez 1905 | Heidelberg | M. F. Wolf          | —         | MPC                           |
| 581 Tauntonia    | 1905 SH    | 24 dez 1905 | Taunton    | J. H. Metcalf       | —         | MPC                           |
| 582 Olympia      | 1906 SO    | 23 jan 1906 | Heidelberg | A. Kopff            | —         | MPC                           |
| 583 Klotilde     | 1905 SP    | 31 dez 1905 | Vienna     | J. Palisa           | —         | MPC                           |
| 584 Semiramis    | 1906 SY    | 15 jan 1906 | Heidelberg | A. Kopff            | —         | MPC                           |
| 585 Bilkis       | 1906 TA    | 16 fev 1906 | Heidelberg | A. Kopff            | —         | MPC                           |
| 586 Thekla       | 1906 TC    | 21 fev 1906 | Heidelberg | M. F. Wolf          | —         | MPC                           |
| 587 Hypsipyle    | 1906 TF    | 22 fev 1906 | Heidelberg | M. F. Wolf          | —         | MPC                           |
| 588 Achilles     | 1906 TG    | 22 fev 1906 | Heidelberg | M. F. Wolf          | Vesta     | MPC                           |
| 589 Croatia      | 1906 TM    | 3 mar 1906  | Heidelberg | A. Kopff            | —         | MPC                           |
| 590 Tomyris      | 1906 TO    | 4 mar 1906  | Heidelberg | M. F. Wolf          | Brangane  | MPC                           |
| 591 Irmgard      | 1906 TP    | 14 mar 1906 | Heidelberg | A. Kopff            | —         | MPC                           |
| 592 Bathseba     | 1906 TS    | 18 mar 1906 | Heidelberg | M. F. Wolf          | —         | MPC                           |
| 593 Titania      | 1906 TT    | 20 mar 1906 | Heidelberg | A. Kopff            | —         | MPC                           |
| 594 Mireille     | 1906 TW    | 27 mar 1906 | Heidelberg | M. F. Wolf          | —         | MPC                           |
| 595 Polyxena     | 1906 TZ    | 27 mar 1906 | Heidelberg | A. Kopff            | —         | MPC                           |
| 596 Scheila      | 1906 UA    | 21 fev 1906 | Heidelberg | A. Kopff            | —         | MPC                           |
| 597 Bandusia     | 1906 UB    | 16 abr 1906 | Heidelberg | M. F. Wolf          | —         | MPC                           |
| 598 Octavia      | 1906 UC    | 13 abr 1906 | Heidelberg | M. F. Wolf          | —         | MPC                           |
| 599 Luisa        | 1906 UJ    | 25 abr 1906 | Taunton    | J. H. Metcalf       | —         | MPC                           |
| 600 Musa         | 1906 UM    | 14 jun 1906 | Taunton    | J. H. Metcalf       | —         | MPC                           |

## 601–700
| Designação       | Designação | Descoberta  | Descoberta | Descobridor(es)      | Categoria | Mais informações / Referência |
| Permanente       | Provisória | Data        | Local      | Descobridor(es)      | Categoria | Mais informações / Referência |
| ---------------- | ---------- | ----------- | ---------- | -------------------- | --------- | ----------------------------- |
| 601 Nerthus      | 1906 UN    | 21 jun 1906 | Heidelberg | M. F. Wolf           | —         | MPC                           |
| 602 Marianna     | 1906 TE    | 16 fev 1906 | Taunton    | J. H. Metcalf        | —         | MPC                           |
| 603 Timandra     | 1906 TJ    | 16 fev 1906 | Taunton    | J. H. Metcalf        | —         | MPC                           |
| 604 Tekmessa     | 1906 TK    | 16 fev 1906 | Taunton    | J. H. Metcalf        | —         | MPC                           |
| 605 Juvisia      | 1906 UU    | 27 ago 1906 | Heidelberg | M. F. Wolf           | —         | MPC                           |
| 606 Brangane     | 1906 VB    | 18 set 1906 | Heidelberg | A. Kopff             | Meliboea  | MPC                           |
| 607 Jenny        | 1906 VC    | 18 set 1906 | Heidelberg | A. Kopff             | —         | MPC                           |
| 608 Adolfine     | 1906 VD    | 18 set 1906 | Heidelberg | A. Kopff             | Brangane  | MPC                           |
| 609 Fulvia       | 1906 VF    | 24 set 1906 | Heidelberg | M. F. Wolf           | —         | MPC                           |
| 610 Valeska      | 1906 VK    | 26 set 1906 | Heidelberg | M. F. Wolf           | —         | MPC                           |
| 611 Valeria      | 1906 VL    | 24 set 1906 | Taunton    | J. H. Metcalf        | —         | MPC                           |
| 612 Veronika     | 1906 VN    | 8 out 1906  | Heidelberg | A. Kopff             | —         | MPC                           |
| 613 Ginevra      | 1906 VP    | 11 out 1906 | Heidelberg | A. Kopff             | —         | MPC                           |
| 614 Pia          | 1906 VQ    | 11 out 1906 | Heidelberg | A. Kopff             | —         | MPC                           |
| 615 Roswitha     | 1906 VR    | 11 out 1906 | Heidelberg | A. Kopff             | —         | MPC                           |
| 616 Elly         | 1906 VT    | 17 out 1906 | Heidelberg | A. Kopff             | —         | MPC                           |
| 617 Patroclus    | 1906 VY    | 17 out 1906 | Heidelberg | A. Kopff             | —         | MPC                           |
| 618 Elfriede     | 1906 VZ    | 17 out 1906 | Heidelberg | K. Lohnert           | —         | MPC                           |
| 619 Triberga     | 1906 WC    | 22 out 1906 | Heidelberg | A. Kopff             | —         | MPC                           |
| 620 Drakonia     | 1906 WE    | 26 out 1906 | Taunton    | J. H. Metcalf        | —         | MPC                           |
| 621 Werdandi     | 1906 WJ    | 11 nov 1906 | Heidelberg | A. Kopff             | —         | MPC                           |
| 622 Esther       | 1906 WP    | 13 nov 1906 | Taunton    | J. H. Metcalf        | —         | MPC                           |
| 623 Chimaera     | 1907 XJ    | 22 jan 1907 | Heidelberg | K. Lohnert           | —         | MPC                           |
| 624 Hektor       | 1907 XM    | 10 fev 1907 | Heidelberg | A. Kopff             | Vesta     | MPC                           |
| 625 Xenia        | 1907 XN    | 11 fev 1907 | Heidelberg | A. Kopff             | —         | MPC                           |
| 626 Notburga     | 1907 XO    | 11 fev 1907 | Heidelberg | A. Kopff             | —         | MPC                           |
| 627 Charis       | 1907 XS    | 4 mar 1907  | Heidelberg | A. Kopff             | Maria     | MPC                           |
| 628 Christine    | 1907 XT    | 7 mar 1907  | Heidelberg | A. Kopff             | —         | MPC                           |
| 629 Bernardina   | 1907 XU    | 7 mar 1907  | Heidelberg | A. Kopff             | —         | MPC                           |
| 630 Euphemia     | 1907 XW    | 7 mar 1907  | Heidelberg | A. Kopff             | Phocaea   | MPC                           |
| 631 Philippina   | 1907 YJ    | 21 mar 1907 | Heidelberg | A. Kopff             | —         | MPC                           |
| 632 Pyrrha       | 1907 YX    | 5 abr 1907  | Heidelberg | A. Kopff             | —         | MPC                           |
| 633 Zelima       | 1907 ZM    | 12 mai 1907 | Heidelberg | A. Kopff             | Brangane  | MPC                           |
| 634 Ute          | 1907 ZN    | 12 mai 1907 | Heidelberg | A. Kopff             | —         | MPC                           |
| 635 Vundtia      | 1907 ZS    | 9 jun 1907  | Heidelberg | K. Lohnert           | —         | MPC                           |
| 636 Erika        | 1907 XP    | 8 fev 1907  | Taunton    | J. H. Metcalf        | —         | MPC                           |
| 637 Chrysothemis | 1907 YE    | 11 mar 1907 | Taunton    | J. H. Metcalf        | —         | MPC                           |
| 638 Moira        | 1907 ZQ    | 5 mai 1907  | Taunton    | J. H. Metcalf        | —         | MPC                           |
| 639 Latona       | 1907 ZT    | 19 jul 1907 | Heidelberg | K. Lohnert           | Brangane  | MPC                           |
| 640 Brambilla    | 1907 ZW    | 29 ago 1907 | Heidelberg | A. Kopff             | —         | MPC                           |
| 641 Agnes        | 1907 ZX    | 8 set 1907  | Heidelberg | M. F. Wolf           | —         | MPC                           |
| 642 Clara        | 1907 ZY    | 8 set 1907  | Heidelberg | M. F. Wolf           | —         | MPC                           |
| 643 Scheherezade | 1907 ZZ    | 8 set 1907  | Heidelberg | A. Kopff             | —         | MPC                           |
| 644 Cosima       | 1907 AA    | 7 set 1907  | Heidelberg | A. Kopff             | —         | MPC                           |
| 645 Agrippina    | 1907 AG    | 13 set 1907 | Taunton    | J. H. Metcalf        | —         | MPC                           |
| 646 Kastalia     | 1907 AC    | 11 set 1907 | Heidelberg | A. Kopff             | —         | MPC                           |
| 647 Adelgunde    | 1907 AD    | 11 set 1907 | Heidelberg | A. Kopff             | —         | MPC                           |
| 648 Pippa        | 1907 AE    | 11 set 1907 | Heidelberg | A. Kopff             | —         | MPC                           |
| 649 Josefa       | 1907 AF    | 11 set 1907 | Heidelberg | A. Kopff             | —         | MPC                           |
| 650 Amalasuntha  | 1907 AM    | 4 out 1907  | Heidelberg | A. Kopff             | —         | MPC                           |
| 651 Antikleia    | 1907 AN    | 4 out 1907  | Heidelberg | A. Kopff             | Brangane  | MPC                           |
| 652 Jubilatrix   | 1907 AU    | 4 nov 1907  | Vienna     | J. Palisa            | —         | MPC                           |
| 653 Berenike     | 1907 BK    | 27 nov 1907 | Taunton    | J. H. Metcalf        | Brangane  | MPC                           |
| 654 Zelinda      | 1908 BM    | 4 jan 1908  | Heidelberg | A. Kopff             | —         | MPC                           |
| 655 Briseis      | 1907 BF    | 4 nov 1907  | Taunton    | J. H. Metcalf        | —         | MPC                           |
| 656 Beagle       | 1908 BU    | 22 jan 1908 | Heidelberg | A. Kopff             | —         | MPC                           |
| 657 Gunlod       | 1908 BV    | 23 jan 1908 | Heidelberg | A. Kopff             | —         | MPC                           |
| 658 Asteria      | 1908 BW    | 23 jan 1908 | Heidelberg | A. Kopff             | —         | MPC                           |
| 659 Nestor       | 1908 CS    | 23 mar 1908 | Heidelberg | M. F. Wolf           | Vesta     | MPC                           |
| 660 Crescentia   | 1908 CC    | 8 jan 1908  | Taunton    | J. H. Metcalf        | —         | MPC                           |
| 661 Cloelia      | 1908 CL    | 22 fev 1908 | Taunton    | J. H. Metcalf        | Brangane  | MPC                           |
| 662 Newtonia     | 1908 CW    | 30 mar 1908 | Taunton    | J. H. Metcalf        | —         | MPC                           |
| 663 Gerlinde     | 1908 DG    | 24 jun 1908 | Heidelberg | A. Kopff             | —         | MPC                           |
| 664 Judith       | 1908 DH    | 24 jun 1908 | Heidelberg | A. Kopff             | —         | MPC                           |
| 665 Sabine       | 1908 DK    | 22 jul 1908 | Heidelberg | W. Lorenz            | —         | MPC                           |
| 666 Desdemona    | 1908 DM    | 23 jul 1908 | Heidelberg | A. Kopff             | —         | MPC                           |
| 667 Denise       | 1908 DN    | 23 jul 1908 | Heidelberg | A. Kopff             | —         | MPC                           |
| 668 Dora         | 1908 DO    | 27 jul 1908 | Heidelberg | A. Kopff             | —         | MPC                           |
| 669 Kypria       | 1908 DQ    | 20 ago 1908 | Heidelberg | A. Kopff             | Brangane  | MPC                           |
| 670 Ottegebe     | 1908 DR    | 20 ago 1908 | Heidelberg | A. Kopff             | —         | MPC                           |
| 671 Carnegia     | 1908 DV    | 21 set 1908 | Vienna     | J. Palisa            | —         | MPC                           |
| 672 Astarte      | 1908 DY    | 21 set 1908 | Heidelberg | A. Kopff             | —         | MPC                           |
| 673 Edda         | 1908 EA    | 20 set 1908 | Taunton    | J. H. Metcalf        | —         | MPC                           |
| 674 Rachele      | 1908 EP    | 28 out 1908 | Heidelberg | W. Lorenz            | —         | MPC                           |
| 675 Ludmilla     | 1908 DU    | 30 ago 1908 | Taunton    | J. H. Metcalf        | —         | MPC                           |
| 676 Melitta      | 1909 FN    | 16 jan 1909 | Greenwich  | P. Melotte           | —         | MPC                           |
| 677 Aaltje       | 1909 FR    | 18 jan 1909 | Heidelberg | A. Kopff             | —         | MPC                           |
| 678 Fredegundis  | 1909 FS    | 22 jan 1909 | Heidelberg | W. Lorenz            | —         | MPC                           |
| 679 Pax          | 1909 FY    | 28 jan 1909 | Heidelberg | A. Kopff             | —         | MPC                           |
| 680 Genoveva     | 1909 GW    | 22 abr 1909 | Heidelberg | A. Kopff             | —         | MPC                           |
| 681 Gorgo        | 1909 GZ    | 13 mai 1909 | Heidelberg | A. Kopff             | —         | MPC                           |
| 682 Hagar        | 1909 HA    | 17 jun 1909 | Heidelberg | A. Kopff             | —         | MPC                           |
| 683 Lanzia       | 1909 HC    | 23 jul 1909 | Heidelberg | M. F. Wolf           | —         | MPC                           |
| 684 Hildburg     | 1909 HD    | 8 ago 1909  | Heidelberg | A. Kopff             | —         | MPC                           |
| 685 Hermia       | 1909 HE    | 12 ago 1909 | Heidelberg | W. Lorenz            | —         | MPC                           |
| 686 Gersuind     | 1909 HF    | 15 ago 1909 | Heidelberg | A. Kopff             | —         | MPC                           |
| 687 Tinette      | 1909 HG    | 16 ago 1909 | Vienna     | J. Palisa            | —         | MPC                           |
| 688 Melanie      | 1909 HH    | 25 ago 1909 | Vienna     | J. Palisa            | —         | MPC                           |
| 689 Zita         | 1909 HJ    | 12 set 1909 | Vienna     | J. Palisa            | —         | MPC                           |
| 690 Wratislavia  | 1909 HZ    | 16 out 1909 | Taunton    | J. H. Metcalf        | —         | MPC                           |
| 691 Lehigh       | 1909 JG    | 11 dez 1909 | Taunton    | J. H. Metcalf        | —         | MPC                           |
| 692 Hippodamia   | 1901 HD    | 5 nov 1901  | Heidelberg | M. F. Wolf, A. Kopff | —         | MPC                           |
| 693 Zerbinetta   | 1909 HN    | 21 set 1909 | Heidelberg | A. Kopff             | —         | MPC                           |
| 694 Ekard        | 1909 JA    | 7 nov 1909  | Taunton    | J. H. Metcalf        | —         | MPC                           |
| 695 Bella        | 1909 JB    | 7 nov 1909  | Taunton    | J. H. Metcalf        | —         | MPC                           |
| 696 Leonora      | 1910 JJ    | 10 jan 1910 | Taunton    | J. H. Metcalf        | —         | MPC                           |
| 697 Galilea      | 1910 JO    | 14 fev 1910 | Heidelberg | J. Helffrich         | —         | MPC                           |
| 698 Ernestina    | 1910 JX    | 5 mar 1910  | Heidelberg | J. Helffrich         | —         | MPC                           |
| 699 Hela         | 1910 KD    | 5 jun 1910  | Heidelberg | J. Helffrich         | —         | MPC                           |
| 700 Auravictrix  | 1910 KE    | 5 jun 1910  | Heidelberg | J. Helffrich         | —         | MPC                           |

## 701–800
| Designação      | Designação | Descoberta  | Descoberta        | Descobridor(es) | Categoria | Mais informações / Referência |
| Permanente      | Provisória | Data        | Local             | Descobridor(es) | Categoria | Mais informações / Referência |
| --------------- | ---------- | ----------- | ----------------- | --------------- | --------- | ----------------------------- |
| 701 Oriola      | 1910 KN    | 12 jul 1910 | Heidelberg        | J. Helffrich    | —         | MPC                           |
| 702 Alauda      | 1910 KQ    | 16 jul 1910 | Heidelberg        | J. Helffrich    | —         | MPC                           |
| 703 Noemi       | 1910 KT    | 3 out 1910  | Vienna            | J. Palisa       | —         | MPC                           |
| 704 Interamnia  | 1910 KU    | 2 out 1910  | Teramo            | V. Cerulli      | —         | MPC                           |
| 705 Erminia     | 1910 KV    | 6 out 1910  | Heidelberg        | E. Ernst        | —         | MPC                           |
| 706 Hirundo     | 1910 KX    | 9 out 1910  | Heidelberg        | J. Helffrich    | —         | MPC                           |
| 707 Steina      | 1910 LD    | 22 dez 1910 | Heidelberg        | M. F. Wolf      | —         | MPC                           |
| 708 Raphaela    | 1911 LJ    | 3 fev 1911  | Heidelberg        | J. Helffrich    | —         | MPC                           |
| 709 Fringilla   | 1911 LK    | 3 fev 1911  | Heidelberg        | J. Helffrich    | Chimaera  | MPC                           |
| 710 Gertrud     | 1911 LM    | 28 fev 1911 | Vienna            | J. Palisa       | —         | MPC                           |
| 711 Marmulla    | 1911 LN    | 1 mar 1911  | Vienna            | J. Palisa       | —         | MPC                           |
| 712 Boliviana   | 1911 LO    | 19 mar 1911 | Heidelberg        | M. F. Wolf      | —         | MPC                           |
| 713 Luscinia    | 1911 LS    | 18 abr 1911 | Heidelberg        | J. Helffrich    | —         | MPC                           |
| 714 Ulula       | 1911 LW    | 18 mai 1911 | Heidelberg        | J. Helffrich    | —         | MPC                           |
| 715 Transvaalia | 1911 LX    | 22 abr 1911 | Johannesburg      | H. E. Wood      | —         | MPC                           |
| 716 Berkeley    | 1911 MD    | 30 jul 1911 | Vienna            | J. Palisa       | —         | MPC                           |
| 717 Wisibada    | 1911 MJ    | 26 ago 1911 | Heidelberg        | F. Kaiser       | —         | MPC                           |
| 718 Erida       | 1911 MS    | 29 set 1911 | Vienna            | J. Palisa       | —         | MPC                           |
| 719 Albert      | 1911 MT    | 3 out 1911  | Vienna            | J. Palisa       | —         | MPC                           |
| 720 Bohlinia    | 1911 MW    | 18 out 1911 | Heidelberg        | F. Kaiser       | —         | MPC                           |
| 721 Tabora      | 1911 MZ    | 18 out 1911 | Heidelberg        | F. Kaiser       | —         | MPC                           |
| 722 Frieda      | 1911 NA    | 18 out 1911 | Vienna            | J. Palisa       | —         | MPC                           |
| 723 Hammonia    | 1911 NB    | 21 out 1911 | Vienna            | J. Palisa       | —         | MPC                           |
| 724 Hapag       | 1911 NC    | 21 out 1911 | Vienna            | J. Palisa       | —         | MPC                           |
| 725 Amanda      | 1911 ND    | 21 out 1911 | Vienna            | J. Palisa       | —         | MPC                           |
| 726 Joella      | 1911 NM    | 22 nov 1911 | Winchester        | J. H. Metcalf   | —         | MPC                           |
| 727 Nipponia    | 1912 NT    | 11 fev 1912 | Heidelberg        | A. Massinger    | —         | MPC                           |
| 728 Leonisis    | 1912 NU    | 16 fev 1912 | Vienna            | J. Palisa       | —         | MPC                           |
| 729 Watsonia    | 1912 OD    | 9 fev 1912  | Winchester        | J. H. Metcalf   | —         | MPC                           |
| 730 Athanasia   | 1912 OK    | 10 abr 1912 | Vienna            | J. Palisa       | —         | MPC                           |
| 731 Sorga       | 1912 OQ    | 15 abr 1912 | Heidelberg        | A. Massinger    | —         | MPC                           |
| 732 Tjilaki     | 1912 OR    | 15 abr 1912 | Heidelberg        | A. Massinger    | —         | MPC                           |
| 733 Mocia       | 1912 PF    | 16 set 1912 | Heidelberg        | M. F. Wolf      | —         | MPC                           |
| 734 Benda       | 1912 PH    | 11 out 1912 | Vienna            | J. Palisa       | —         | MPC                           |
| 735 Marghanna   | 1912 PY    | 9 dez 1912  | Heidelberg        | H. Vogt         | —         | MPC                           |
| 736 Harvard     | 1912 PZ    | 16 nov 1912 | Winchester        | J. H. Metcalf   | —         | MPC                           |
| 737 Arequipa    | 1912 QB    | 7 dez 1912  | Winchester        | J. H. Metcalf   | —         | MPC                           |
| 738 Alagasta    | 1913 QO    | 7 jan 1913  | Heidelberg        | F. Kaiser       | —         | MPC                           |
| 739 Mandeville  | 1913 QR    | 7 fev 1913  | Winchester        | J. H. Metcalf   | —         | MPC                           |
| 740 Cantabia    | 1913 QS    | 10 fev 1913 | Winchester        | J. H. Metcalf   | —         | MPC                           |
| 741 Botolphia   | 1913 QT    | 10 fev 1913 | Winchester        | J. H. Metcalf   | —         | MPC                           |
| 742 Edisona     | 1913 QU    | 23 fev 1913 | Heidelberg        | F. Kaiser       | Brangane  | MPC                           |
| 743 Eugenisis   | 1913 QV    | 25 fev 1913 | Heidelberg        | F. Kaiser       | —         | MPC                           |
| 744 Aguntina    | 1913 QW    | 26 fev 1913 | Vienna            | J. Rheden       | —         | MPC                           |
| 745 Mauritia    | 1913 QX    | 1 mar 1913  | Heidelberg        | F. Kaiser       | —         | MPC                           |
| 746 Marlu       | 1913 QY    | 1 mar 1913  | Heidelberg        | F. Kaiser       | —         | MPC                           |
| 747 Winchester  | 1913 QZ    | 7 mar 1913  | Winchester        | J. H. Metcalf   | —         | MPC                           |
| 748 Simeisa     | 1913 RD    | 14 mar 1913 | Crimea-Simeis     | G. N. Neujmin   | Juno      | MPC                           |
| 749 Malzovia    | 1913 RF    | 5 abr 1913  | Crimea-Simeis     | S. Belyavskyj   | —         | MPC                           |
| 750 Oskar       | 1913 RG    | 28 abr 1913 | Vienna            | J. Palisa       | —         | MPC                           |
| 751 Faina       | 1913 RK    | 28 abr 1913 | Crimea-Simeis     | G. N. Neujmin   | —         | MPC                           |
| 752 Sulamitis   | 1913 RL    | 30 abr 1913 | Crimea-Simeis     | G. N. Neujmin   | —         | MPC                           |
| 753 Tiflis      | 1913 RM    | 30 abr 1913 | Crimea-Simeis     | G. N. Neujmin   | —         | MPC                           |
| 754 Malabar     | 1906 UT    | 22 ago 1906 | Heidelberg        | A. Kopff        | —         | MPC                           |
| 755 Quintilla   | 1908 CZ    | 6 abr 1908  | Taunton           | J. H. Metcalf   | —         | MPC                           |
| 756 Lilliana    | 1908 DC    | 26 abr 1908 | Taunton           | J. H. Metcalf   | —         | MPC                           |
| 757 Portlandia  | 1908 EJ    | 30 set 1908 | Taunton           | J. H. Metcalf   | —         | MPC                           |
| 758 Mancunia    | 1912 PE    | 18 mai 1912 | Johannesburg      | H. E. Wood      | —         | MPC                           |
| 759 Vinifera    | 1913 SJ    | 26 ago 1913 | Heidelberg        | F. Kaiser       | —         | MPC                           |
| 760 Massinga    | 1913 SL    | 28 ago 1913 | Heidelberg        | F. Kaiser       | —         | MPC                           |
| 761 Brendelia   | 1913 SO    | 8 set 1913  | Heidelberg        | F. Kaiser       | —         | MPC                           |
| 762 Pulcova     | 1913 SQ    | 3 set 1913  | Crimea-Simeis     | G. N. Neujmin   | —         | MPC                           |
| 763 Cupido      | 1913 ST    | 25 set 1913 | Heidelberg        | F. Kaiser       | —         | MPC                           |
| 764 Gedania     | 1913 SU    | 26 set 1913 | Heidelberg        | F. Kaiser       | —         | MPC                           |
| 765 Mattiaca    | 1913 SV    | 26 set 1913 | Heidelberg        | F. Kaiser       | —         | MPC                           |
| 766 Moguntia    | 1913 SW    | 29 set 1913 | Heidelberg        | F. Kaiser       | Brangane  | MPC                           |
| 767 Bondia      | 1913 SX    | 23 set 1913 | Winchester        | J. H. Metcalf   | —         | MPC                           |
| 768 Struveana   | 1913 SZ    | 4 out 1913  | Crimea-Simeis     | G. N. Neujmin   | —         | MPC                           |
| 769 Tatjana     | 1913 TA    | 6 out 1913  | Crimea-Simeis     | G. N. Neujmin   | —         | MPC                           |
| 770 Bali        | 1913 TE    | 31 out 1913 | Heidelberg        | A. Massinger    | —         | MPC                           |
| 771 Libera      | 1913 TO    | 21 nov 1913 | Vienna            | J. Rheden       | —         | MPC                           |
| 772 Tanete      | 1913 TR    | 19 dez 1913 | Heidelberg        | A. Massinger    | —         | MPC                           |
| 773 Irmintraud  | 1913 TV    | 22 dez 1913 | Heidelberg        | F. Kaiser       | —         | MPC                           |
| 774 Armor       | 1913 TW    | 19 dez 1913 | Paris             | C. le Morvan    | —         | MPC                           |
| 775 Lumiere     | 1914 TX    | 6 jan 1914  | Nice              | J. Lagrula      | Brangane  | MPC                           |
| 776 Berbericia  | 1914 TY    | 24 jan 1914 | Heidelberg        | A. Massinger    | —         | MPC                           |
| 777 Gutemberga  | 1914 TZ    | 24 jan 1914 | Heidelberg        | F. Kaiser       | —         | MPC                           |
| 778 Theobalda   | 1914 UA    | 25 jan 1914 | Heidelberg        | F. Kaiser       | —         | MPC                           |
| 779 Nina        | 1914 UB    | 25 jan 1914 | Crimea-Simeis     | G. N. Neujmin   | —         | MPC                           |
| 780 Armenia     | 1914 UC    | 25 jan 1914 | Crimea-Simeis     | G. N. Neujmin   | Flora     | MPC                           |
| 781 Kartvelia   | 1914 UF    | 25 jan 1914 | Crimea-Simeis     | G. N. Neujmin   | —         | MPC                           |
| 782 Montefiore  | 1914 UK    | 18 mar 1914 | Vienna            | J. Palisa       | —         | MPC                           |
| 783 Nora        | 1914 UL    | 18 mar 1914 | Vienna            | J. Palisa       | —         | MPC                           |
| 784 Pickeringia | 1914 UM    | 20 mar 1914 | Winchester        | J. H. Metcalf   | —         | MPC                           |
| 785 Zwetana     | 1914 UN    | 30 mar 1914 | Heidelberg        | A. Massinger    | —         | MPC                           |
| 786 Bredichina  | 1914 UO    | 20 abr 1914 | Heidelberg        | F. Kaiser       | —         | MPC                           |
| 787 Moskva      | 1914 UQ    | 20 abr 1914 | Crimea-Simeis     | G. N. Neujmin   | —         | MPC                           |
| 788 Hohensteina | 1914 UR    | 28 abr 1914 | Heidelberg        | F. Kaiser       | —         | MPC                           |
| 789 Lena        | 1914 UU    | 24 jun 1914 | Crimea-Simeis     | G. N. Neujmin   | —         | MPC                           |
| 790 Pretoria    | 1912 NW    | 16 jan 1912 | Johannesburg      | H. E. Wood      | —         | MPC                           |
| 791 Ani         | 1914 UV    | 29 jun 1914 | Crimea-Simeis     | G. N. Neujmin   | —         | MPC                           |
| 792 Metcalfia   | 1907 ZC    | 20 mar 1907 | Taunton           | J. H. Metcalf   | —         | MPC                           |
| 793 Arizona     | 1907 ZD    | 9 abr 1907  | Flagstaff         | P. Lowell       | —         | MPC                           |
| 794 Irenaea     | 1914 VB    | 27 ago 1914 | Vienna            | J. Palisa       | —         | MPC                           |
| 795 Fini        | 1914 VE    | 26 set 1914 | Vienna            | J. Palisa       | —         | MPC                           |
| 796 Sarita      | 1914 VH    | 15 out 1914 | Heidelberg        | K. Reinmuth     | —         | MPC                           |
| 797 Montana     | 1914 VR    | 17 nov 1914 | Hamburg-Bergedorf | H. Thiele       | —         | MPC                           |
| 798 Ruth        | 1914 VT    | 21 nov 1914 | Heidelberg        | M. F. Wolf      | Brangane  | MPC                           |
| 799 Gudula      | 1915 WO    | 9 mar 1915  | Heidelberg        | K. Reinmuth     | —         | MPC                           |
| 800 Kressmannia | 1915 WP    | 20 mar 1915 | Heidelberg        | M. F. Wolf      | —         | MPC                           |

## 801–900
| Designação         | Designação | Descoberta  | Descoberta        | Descobridor(es) | Categoria | Mais informações / Referência |
| Permanente         | Provisória | Data        | Local             | Descobridor(es) | Categoria | Mais informações / Referência |
| ------------------ | ---------- | ----------- | ----------------- | --------------- | --------- | ----------------------------- |
| 801 Helwerthia     | 1915 WQ    | 20 mar 1915 | Heidelberg        | M. F. Wolf      | —         | MPC                           |
| 802 Epyaxa         | 1915 WR    | 20 mar 1915 | Heidelberg        | M. F. Wolf      | —         | MPC                           |
| 803 Picka          | 1915 WS    | 21 mar 1915 | Vienna            | J. Palisa       | —         | MPC                           |
| 804 Hispania       | 1915 WT    | 20 mar 1915 | Barcelona         | J. Comas i Solà | —         | MPC                           |
| 805 Hormuthia      | 1915 WW    | 17 abr 1915 | Heidelberg        | M. F. Wolf      | —         | MPC                           |
| 806 Gyldenia       | 1915 WX    | 18 abr 1915 | Heidelberg        | M. F. Wolf      | —         | MPC                           |
| 807 Ceraskia       | 1915 WY    | 18 abr 1915 | Heidelberg        | M. F. Wolf      | Brangane  | MPC                           |
| 808 Merxia         | 1901 GY    | 11 out 1901 | Heidelberg        | L. Carnera      | Eos       | MPC                           |
| 809 Lundia         | 1915 XP    | 11 ago 1915 | Heidelberg        | M. F. Wolf      | —         | MPC                           |
| 810 Atossa         | 1915 XQ    | 8 set 1915  | Heidelberg        | M. F. Wolf      | —         | MPC                           |
| 811 Nauheima       | 1915 XR    | 8 set 1915  | Heidelberg        | M. F. Wolf      | —         | MPC                           |
| 812 Adele          | 1915 XV    | 8 set 1915  | Crimea-Simeis     | S. Belyavskyj   | Phocaea   | MPC                           |
| 813 Baumeia        | 1915 YR    | 28 nov 1915 | Heidelberg        | M. F. Wolf      | —         | MPC                           |
| 814 Tauris         | 1916 YT    | 2 jan 1916  | Crimea-Simeis     | G. N. Neujmin   | —         | MPC                           |
| 815 Coppelia       | 1916 YU    | 2 fev 1916  | Heidelberg        | M. F. Wolf      | —         | MPC                           |
| 816 Juliana        | 1916 YV    | 8 fev 1916  | Heidelberg        | M. F. Wolf      | —         | MPC                           |
| 817 Annika         | 1916 YW    | 6 fev 1916  | Heidelberg        | M. F. Wolf      | —         | MPC                           |
| 818 Kapteynia      | 1916 YZ    | 21 fev 1916 | Heidelberg        | M. F. Wolf      | —         | MPC                           |
| 819 Barnardiana    | 1916 ZA    | 3 mar 1916  | Heidelberg        | M. F. Wolf      | —         | MPC                           |
| 820 Adriana        | 1916 ZB    | 30 mar 1916 | Heidelberg        | M. F. Wolf      | —         | MPC                           |
| 821 Fanny          | 1916 ZC    | 31 mar 1916 | Heidelberg        | M. F. Wolf      | —         | MPC                           |
| 822 Lalage         | 1916 ZD    | 31 mar 1916 | Heidelberg        | M. F. Wolf      | —         | MPC                           |
| 823 Sisigambis     | 1916 ZG    | 31 mar 1916 | Heidelberg        | M. F. Wolf      | —         | MPC                           |
| 824 Anastasia      | 1916 ZH    | 25 mar 1916 | Crimea-Simeis     | G. N. Neujmin   | —         | MPC                           |
| 825 Tanina         | 1916 ZL    | 27 mar 1916 | Crimea-Simeis     | G. N. Neujmin   | —         | MPC                           |
| 826 Henrika        | 1916 ZO    | 28 abr 1916 | Heidelberg        | M. F. Wolf      | —         | MPC                           |
| 827 Wolfiana       | 1916 ZW    | 29 ago 1916 | Vienna            | J. Palisa       | —         | MPC                           |
| 828 Lindemannia    | 1916 ZX    | 29 ago 1916 | Vienna            | J. Palisa       | —         | MPC                           |
| 829 Academia       | 1916 ZY    | 25 ago 1916 | Crimea-Simeis     | G. N. Neujmin   | —         | MPC                           |
| 830 Petropolitana  | 1916 ZZ    | 25 ago 1916 | Crimea-Simeis     | G. N. Neujmin   | —         | MPC                           |
| 831 Stateira       | 1916 AA    | 20 set 1916 | Heidelberg        | M. F. Wolf      | —         | MPC                           |
| 832 Karin          | 1916 AB    | 20 set 1916 | Heidelberg        | M. F. Wolf      | —         | MPC                           |
| 833 Monica         | 1916 AC    | 20 set 1916 | Heidelberg        | M. F. Wolf      | Brangane  | MPC                           |
| 834 Burnhamia      | 1916 AD    | 20 set 1916 | Heidelberg        | M. F. Wolf      | —         | MPC                           |
| 835 Olivia         | 1916 AE    | 23 set 1916 | Heidelberg        | M. F. Wolf      | —         | MPC                           |
| 836 Jole           | 1916 AF    | 23 set 1916 | Heidelberg        | M. F. Wolf      | —         | MPC                           |
| 837 Schwarzschilda | 1916 AG    | 23 set 1916 | Heidelberg        | M. F. Wolf      | —         | MPC                           |
| 838 Seraphina      | 1916 AH    | 24 set 1916 | Heidelberg        | M. F. Wolf      | —         | MPC                           |
| 839 Valborg        | 1916 AJ    | 24 set 1916 | Heidelberg        | M. F. Wolf      | —         | MPC                           |
| 840 Zenobia        | 1916 AK    | 25 set 1916 | Heidelberg        | M. F. Wolf      | —         | MPC                           |
| 841 Arabella       | 1916 AL    | 1 out 1916  | Heidelberg        | M. F. Wolf      | —         | MPC                           |
| 842 Kerstin        | 1916 AM    | 1 out 1916  | Heidelberg        | M. F. Wolf      | —         | MPC                           |
| 843 Nicolaia       | 1916 AN    | 30 set 1916 | Hamburg-Bergedorf | H. Thiele       | —         | MPC                           |
| 844 Leontina       | 1916 AP    | 1 out 1916  | Vienna            | J. Rheden       | —         | MPC                           |
| 845 Naema          | 1916 AS    | 16 nov 1916 | Heidelberg        | M. F. Wolf      | —         | MPC                           |
| 846 Lipperta       | 1916 AT    | 26 nov 1916 | Hamburg-Bergedorf | K. Gyllenberg   | —         | MPC                           |
| 847 Agnia          | 1915 XX    | 2 set 1915  | Crimea-Simeis     | G. N. Neujmin   | —         | MPC                           |
| 848 Inna           | 1915 XS    | 5 set 1915  | Crimea-Simeis     | G. N. Neujmin   | —         | MPC                           |
| 849 Ara            | 1912 NY    | 9 fev 1912  | Crimea-Simeis     | S. Belyavskyj   | —         | MPC                           |
| 850 Altona         | 1916 S24   | 27 mar 1916 | Crimea-Simeis     | S. Belyavskyj   | —         | MPC                           |
| 851 Zeissia        | 1916 S26   | 2 abr 1916  | Crimea-Simeis     | S. Belyavskyj   | —         | MPC                           |
| 852 Wladilena      | 1916 S27   | 2 abr 1916  | Crimea-Simeis     | S. Belyavskyj   | —         | MPC                           |
| 853 Nansenia       | 1916 S28   | 2 abr 1916  | Crimea-Simeis     | S. Belyavskyj   | —         | MPC                           |
| 854 Frostia        | 1916 S29   | 3 abr 1916  | Crimea-Simeis     | S. Belyavskyj   | —         | MPC                           |
| 855 Newcombia      | 1916 ZP    | 3 abr 1916  | Crimea-Simeis     | S. Belyavskyj   | —         | MPC                           |
| 856 Backlunda      | 1916 S30   | 3 abr 1916  | Crimea-Simeis     | S. Belyavskyj   | —         | MPC                           |
| 857 Glasenappia    | 1916 S33   | 6 abr 1916  | Crimea-Simeis     | S. Belyavskyj   | —         | MPC                           |
| 858 El Djezair     | 1916 a     | 26 mai 1916 | Algiers           | F. Sy           | —         | MPC                           |
| 859 Bouzareah      | 1916 c     | 2 out 1916  | Algiers           | F. Sy           | —         | MPC                           |
| 860 Ursina         | 1917 BD    | 22 jan 1917 | Heidelberg        | M. F. Wolf      | —         | MPC                           |
| 861 Aida           | 1917 BE    | 22 jan 1917 | Heidelberg        | M. F. Wolf      | —         | MPC                           |
| 862 Franzia        | 1917 BF    | 28 jan 1917 | Heidelberg        | M. F. Wolf      | —         | MPC                           |
| 863 Benkoela       | 1917 BH    | 9 fev 1917  | Heidelberg        | M. F. Wolf      | —         | MPC                           |
| 864 Aase           | A921 SB    | 30 set 1921 | Heidelberg        | K. Reinmuth     | —         | MPC                           |
| 865 Zubaida        | 1917 BO    | 15 fev 1917 | Heidelberg        | M. F. Wolf      | —         | MPC                           |
| 866 Fatme          | 1917 BQ    | 25 fev 1917 | Heidelberg        | M. F. Wolf      | —         | MPC                           |
| 867 Kovacia        | 1917 BS    | 25 fev 1917 | Vienna            | J. Palisa       | Ursula    | MPC                           |
| 868 Lova           | 1917 BU    | 26 abr 1917 | Heidelberg        | M. F. Wolf      | —         | MPC                           |
| 869 Mellena        | 1917 BV    | 9 mai 1917  | Hamburg-Bergedorf | R. Schorr       | —         | MPC                           |
| 870 Manto          | 1917 BX    | 12 mai 1917 | Heidelberg        | M. F. Wolf      | —         | MPC                           |
| 871 Amneris        | 1917 BY    | 14 mai 1917 | Heidelberg        | M. F. Wolf      | —         | MPC                           |
| 872 Holda          | 1917 BZ    | 21 mai 1917 | Heidelberg        | M. F. Wolf      | —         | MPC                           |
| 873 Mechthild      | 1917 CA    | 21 mai 1917 | Heidelberg        | M. F. Wolf      | —         | MPC                           |
| 874 Rotraut        | 1917 CC    | 25 mai 1917 | Heidelberg        | M. F. Wolf      | —         | MPC                           |
| 875 Nymphe         | 1917 CF    | 19 mai 1917 | Heidelberg        | M. F. Wolf      | —         | MPC                           |
| 876 Scott          | 1917 CH    | 20 jun 1917 | Vienna            | J. Palisa       | Brangane  | MPC                           |
| 877 Walkure        | 1915 S7    | 13 set 1915 | Crimea-Simeis     | G. N. Neujmin   | —         | MPC                           |
| 878 Mildred        | 1916 f     | 6 set 1916  | Mount Wilson      | S. B. Nicholson | —         | MPC                           |
| 879 Ricarda        | 1917 CJ    | 22 jul 1917 | Heidelberg        | M. F. Wolf      | —         | MPC                           |
| 880 Herba          | 1917 CK    | 22 jul 1917 | Heidelberg        | M. F. Wolf      | —         | MPC                           |
| 881 Athene         | 1917 CL    | 22 jul 1917 | Heidelberg        | M. F. Wolf      | —         | MPC                           |
| 882 Swetlana       | 1917 CM    | 15 ago 1917 | Crimea-Simeis     | G. N. Neujmin   | —         | MPC                           |
| 883 Matterania     | 1917 CP    | 14 set 1917 | Heidelberg        | M. F. Wolf      | —         | MPC                           |
| 884 Priamus        | 1917 CQ    | 22 set 1917 | Heidelberg        | M. F. Wolf      | —         | MPC                           |
| 885 Ulrike         | 1917 CX    | 23 set 1917 | Crimea-Simeis     | S. Belyavskyj   | —         | MPC                           |
| 886 Washingtonia   | 1917 b     | 16 nov 1917 | Washington        | G. H. Peters    | —         | MPC                           |
| 887 Alinda         | 1918 DB    | 3 jan 1918  | Heidelberg        | M. F. Wolf      | —         | MPC                           |
| 888 Parysatis      | 1918 DC    | 2 fev 1918  | Heidelberg        | M. F. Wolf      | —         | MPC                           |
| 889 Erynia         | 1918 DG    | 5 mar 1918  | Heidelberg        | M. F. Wolf      | —         | MPC                           |
| 890 Waltraut       | 1918 DK    | 11 mar 1918 | Heidelberg        | M. F. Wolf      | Brangane  | MPC                           |
| 891 Gunhild        | 1918 DQ    | 17 mai 1918 | Heidelberg        | M. F. Wolf      | —         | MPC                           |
| 892 Seeligeria     | 1918 DR    | 31 mai 1918 | Heidelberg        | M. F. Wolf      | —         | MPC                           |
| 893 Leopoldina     | 1918 DS    | 31 mai 1918 | Heidelberg        | M. F. Wolf      | —         | MPC                           |
| 894 Erda           | 1918 DT    | 4 jun 1918  | Heidelberg        | M. F. Wolf      | —         | MPC                           |
| 895 Helio          | 1918 DU    | 11 jul 1918 | Heidelberg        | M. F. Wolf      | —         | MPC                           |
| 896 Sphinx         | 1918 DV    | 1 ago 1918  | Heidelberg        | M. F. Wolf      | —         | MPC                           |
| 897 Lysistrata     | 1918 DZ    | 3 ago 1918  | Heidelberg        | M. F. Wolf      | —         | MPC                           |
| 898 Hildegard      | 1918 EA    | 3 ago 1918  | Heidelberg        | M. F. Wolf      | —         | MPC                           |
| 899 Jokaste        | 1918 EB    | 3 ago 1918  | Heidelberg        | M. F. Wolf      | —         | MPC                           |
| 900 Rosalinde      | 1918 EC    | 10 ago 1918 | Heidelberg        | M. F. Wolf      | —         | MPC                           |

## 901–1000
| Designação        | Designação | Descoberta  | Descoberta           | Descobridor(es)   | Categoria | Mais informações / Referência |
| Permanente        | Provisória | Data        | Local                | Descobridor(es)   | Categoria | Mais informações / Referência |
| ----------------- | ---------- | ----------- | -------------------- | ----------------- | --------- | ----------------------------- |
| 901 Brunsia       | 1918 EE    | 30 ago 1918 | Heidelberg           | M. F. Wolf        | —         | MPC                           |
| 902 Probitas      | 1918 EJ    | 3 set 1918  | Vienna               | J. Palisa         | —         | MPC                           |
| 903 Nealley       | 1918 EM    | 13 set 1918 | Vienna               | J. Palisa         | —         | MPC                           |
| 904 Rockefellia   | 1918 EO    | 29 out 1918 | Heidelberg           | M. F. Wolf        | —         | MPC                           |
| 905 Universitas   | 1918 ES    | 30 out 1918 | Hamburg-Bergedorf    | A. Schwassmann    | —         | MPC                           |
| 906 Repsolda      | 1918 ET    | 30 out 1918 | Hamburg-Bergedorf    | A. Schwassmann    | —         | MPC                           |
| 907 Rhoda         | 1918 EU    | 12 nov 1918 | Heidelberg           | M. F. Wolf        | —         | MPC                           |
| 908 Buda          | 1918 EX    | 30 nov 1918 | Heidelberg           | M. F. Wolf        | —         | MPC                           |
| 909 Ulla          | 1919 FA    | 7 fev 1919  | Heidelberg           | K. Reinmuth       | —         | MPC                           |
| 910 Anneliese     | 1919 FB    | 1 mar 1919  | Heidelberg           | K. Reinmuth       | —         | MPC                           |
| 911 Agamemnon     | 1919 FD    | 19 mar 1919 | Heidelberg           | K. Reinmuth       | Vesta     | MPC                           |
| 912 Maritima      | 1919 FJ    | 27 abr 1919 | Hamburg-Bergedorf    | A. Schwassmann    | —         | MPC                           |
| 913 Otila         | 1919 FL    | 19 mai 1919 | Heidelberg           | K. Reinmuth       | —         | MPC                           |
| 914 Palisana      | 1919 FN    | 4 jul 1919  | Heidelberg           | M. F. Wolf        | —         | MPC                           |
| 915 Cosette       | 1918 b     | 14 dez 1918 | Algiers              | F. Gonnessiat     | —         | MPC                           |
| 916 America       | 1915 S1    | 7 ago 1915  | Crimea-Simeis        | G. N. Neujmin     | —         | MPC                           |
| 917 Lyka          | 1915 S4    | 5 set 1915  | Crimea-Simeis        | G. N. Neujmin     | —         | MPC                           |
| 918 Itha          | 1919 FR    | 22 ago 1919 | Heidelberg           | K. Reinmuth       | Eos       | MPC                           |
| 919 Ilsebill      | 1918 EQ    | 30 out 1918 | Heidelberg           | M. F. Wolf        | —         | MPC                           |
| 920 Rogeria       | 1919 FT    | 1 set 1919  | Heidelberg           | K. Reinmuth       | —         | MPC                           |
| 921 Jovita        | 1919 FV    | 4 set 1919  | Heidelberg           | K. Reinmuth       | —         | MPC                           |
| 922 Schlutia      | 1919 FW    | 18 set 1919 | Heidelberg           | K. Reinmuth       | —         | MPC                           |
| 923 Herluga       | 1919 GB    | 30 set 1919 | Heidelberg           | K. Reinmuth       | —         | MPC                           |
| 924 Toni          | 1919 GC    | 20 out 1919 | Heidelberg           | K. Reinmuth       | —         | MPC                           |
| 925 Alphonsina    | 1920 GM    | 13 jan 1920 | Barcelona            | J. Comas i Solà   | —         | MPC                           |
| 926 Imhilde       | 1920 GN    | 15 fev 1920 | Heidelberg           | K. Reinmuth       | Eos       | MPC                           |
| 927 Ratisbona     | 1920 GO    | 16 fev 1920 | Heidelberg           | M. F. Wolf        | —         | MPC                           |
| 928 Hildrun       | 1920 GP    | 23 fev 1920 | Heidelberg           | K. Reinmuth       | —         | MPC                           |
| 929 Algunde       | 1920 GR    | 10 mar 1920 | Heidelberg           | K. Reinmuth       | —         | MPC                           |
| 930 Westphalia    | 1920 GS    | 10 mar 1920 | Hamburg-Bergedorf    | W. Baade          | —         | MPC                           |
| 931 Whittemora    | 1920 GU    | 19 mar 1920 | Algiers              | F. Gonnessiat     | —         | MPC                           |
| 932 Hooveria      | 1920 GV    | 23 mar 1920 | Vienna               | J. Palisa         | —         | MPC                           |
| 933 Susi          | 1927 CH    | 10 fev 1927 | Heidelberg           | K. Reinmuth       | —         | MPC                           |
| 934 Thuringia     | 1920 HK    | 15 ago 1920 | Hamburg-Bergedorf    | W. Baade          | —         | MPC                           |
| 935 Clivia        | 1920 HM    | 7 set 1920  | Heidelberg           | K. Reinmuth       | —         | MPC                           |
| 936 Kunigunde     | 1920 HN    | 8 set 1920  | Heidelberg           | K. Reinmuth       | —         | MPC                           |
| 937 Bethgea       | 1920 HO    | 12 set 1920 | Heidelberg           | K. Reinmuth       | —         | MPC                           |
| 938 Chlosinde     | 1920 HQ    | 9 set 1920  | Heidelberg           | K. Reinmuth       | —         | MPC                           |
| 939 Isberga       | 1920 HR    | 4 out 1920  | Heidelberg           | K. Reinmuth       | —         | MPC                           |
| 940 Kordula       | 1920 HT    | 10 out 1920 | Heidelberg           | K. Reinmuth       | —         | MPC                           |
| 941 Murray        | 1920 HV    | 10 out 1920 | Vienna               | J. Palisa         | —         | MPC                           |
| 942 Romilda       | 1920 HW    | 11 out 1920 | Heidelberg           | K. Reinmuth       | —         | MPC                           |
| 943 Begonia       | 1920 HX    | 20 out 1920 | Heidelberg           | K. Reinmuth       | —         | MPC                           |
| 944 Hidalgo       | 1920 HZ    | 31 out 1920 | Hamburg-Bergedorf    | W. Baade          | —         | MPC                           |
| 945 Barcelona     | 1921 JB    | 3 fev 1921  | Barcelona            | J. Comas i Solà   | —         | MPC                           |
| 946 Poesia        | 1921 JC    | 11 fev 1921 | Heidelberg           | M. F. Wolf        | —         | MPC                           |
| 947 Monterosa     | 1921 JD    | 8 fev 1921  | Hamburg-Bergedorf    | A. Schwassmann    | —         | MPC                           |
| 948 Jucunda       | 1921 JE    | 3 mar 1921  | Heidelberg           | K. Reinmuth       | —         | MPC                           |
| 949 Hel           | 1921 JK    | 11 mar 1921 | Heidelberg           | M. F. Wolf        | —         | MPC                           |
| 950 Ahrensa       | 1921 JP    | 1 abr 1921  | Heidelberg           | K. Reinmuth       | —         | MPC                           |
| 951 Gaspra        | 1916 S45   | 30 jul 1916 | Crimea-Simeis        | G. N. Neujmin     | —         | MPC                           |
| 952 Caia          | 1916 S61   | 27 out 1916 | Crimea-Simeis        | G. N. Neujmin     | —         | MPC                           |
| 953 Painleva      | 1921 JT    | 29 abr 1921 | Algiers              | B. Jekhovsky      | —         | MPC                           |
| 954 Li            | 1921 JU    | 4 ago 1921  | Heidelberg           | K. Reinmuth       | —         | MPC                           |
| 955 Alstede       | 1921 JV    | 5 ago 1921  | Heidelberg           | K. Reinmuth       | —         | MPC                           |
| 956 Elisa         | 1921 JW    | 8 ago 1921  | Heidelberg           | K. Reinmuth       | —         | MPC                           |
| 957 Camelia       | 1921 JX    | 7 set 1921  | Heidelberg           | K. Reinmuth       | —         | MPC                           |
| 958 Asplinda      | 1921 KC    | 28 set 1921 | Heidelberg           | K. Reinmuth       | Juno      | MPC                           |
| 959 Arne          | 1921 KF    | 30 set 1921 | Heidelberg           | K. Reinmuth       | —         | MPC                           |
| 960 Birgit        | 1921 KH    | 1 out 1921  | Heidelberg           | K. Reinmuth       | —         | MPC                           |
| 961 Gunnie        | 1921 KM    | 10 out 1921 | Heidelberg           | K. Reinmuth       | —         | MPC                           |
| 962 Aslog         | 1921 KP    | 25 out 1921 | Heidelberg           | K. Reinmuth       | —         | MPC                           |
| 963 Iduberga      | 1921 KR    | 26 out 1921 | Heidelberg           | K. Reinmuth       | —         | MPC                           |
| 964 Subamara      | 1921 KS    | 27 out 1921 | Vienna               | J. Palisa         | —         | MPC                           |
| 965 Angelica      | 1921 KT    | 4 nov 1921  | La Plata Observatory | J. Hartmann       | —         | MPC                           |
| 966 Muschi        | 1921 KU    | 9 nov 1921  | Hamburg-Bergedorf    | W. Baade          | —         | MPC                           |
| 967 Helionape     | 1921 KV    | 9 nov 1921  | Hamburg-Bergedorf    | W. Baade          | —         | MPC                           |
| 968 Petunia       | 1921 KW    | 24 nov 1921 | Heidelberg           | K. Reinmuth       | Eos       | MPC                           |
| 969 Leocadia      | 1921 KZ    | 5 nov 1921  | Crimea-Simeis        | S. Belyavskyj     | —         | MPC                           |
| 970 Primula       | 1921 LB    | 29 nov 1921 | Heidelberg           | K. Reinmuth       | —         | MPC                           |
| 971 Alsatia       | 1921 LF    | 23 nov 1921 | Nice                 | A. Schaumasse     | —         | MPC                           |
| 972 Cohnia        | 1922 LK    | 18 jan 1922 | Heidelberg           | M. F. Wolf        | —         | MPC                           |
| 973 Aralia        | 1922 LR    | 18 mar 1922 | Heidelberg           | K. Reinmuth       | —         | MPC                           |
| 974 Lioba         | 1922 LS    | 18 mar 1922 | Heidelberg           | K. Reinmuth       | —         | MPC                           |
| 975 Perseverantia | 1922 LT    | 27 mar 1922 | Vienna               | J. Palisa         | —         | MPC                           |
| 976 Benjamina     | 1922 LU    | 27 mar 1922 | Algiers              | B. Jekhovsky      | —         | MPC                           |
| 977 Philippa      | 1922 LV    | 6 abr 1922  | Algiers              | B. Jekhovsky      | —         | MPC                           |
| 978 Aidamina      | 1922 LY    | 18 mai 1922 | Crimea-Simeis        | S. Belyavskyj     | —         | MPC                           |
| 979 Ilsewa        | 1922 MC    | 29 jun 1922 | Heidelberg           | K. Reinmuth       | —         | MPC                           |
| 980 Anacostia     | 1921 W19   | 21 nov 1921 | Washington           | G. H. Peters      | —         | MPC                           |
| 981 Martina       | 1917 S92   | 23 set 1917 | Crimea-Simeis        | S. Belyavskyj     | —         | MPC                           |
| 982 Franklina     | 1922 MD    | 21 mai 1922 | Johannesburg         | H. E. Wood        | —         | MPC                           |
| 983 Gunila        | 1922 ME    | 30 jul 1922 | Heidelberg           | K. Reinmuth       | —         | MPC                           |
| 984 Gretia        | 1922 MH    | 27 ago 1922 | Heidelberg           | K. Reinmuth       | —         | MPC                           |
| 985 Rosina        | 1922 MO    | 14 out 1922 | Heidelberg           | K. Reinmuth       | —         | MPC                           |
| 986 Amelia        | 1922 MQ    | 19 out 1922 | Barcelona            | J. Comas i Solà   | —         | MPC                           |
| 987 Wallia        | 1922 MR    | 23 out 1922 | Heidelberg           | K. Reinmuth       | —         | MPC                           |
| 988 Appella       | 1922 MT    | 10 nov 1922 | Algiers              | B. Jekhovsky      | —         | MPC                           |
| 989 Schwassmannia | 1922 MW    | 18 nov 1922 | Hamburg-Bergedorf    | A. Schwassmann    | —         | MPC                           |
| 990 Yerkes        | 1922 MZ    | 23 nov 1922 | Williams Bay         | G. Van Biesbroeck | —         | MPC                           |
| 991 McDonalda     | 1922 NB    | 24 out 1922 | Williams Bay         | O. Struve         | —         | MPC                           |
| 992 Swasey        | 1922 ND    | 14 nov 1922 | Williams Bay         | O. Struve         | —         | MPC                           |
| 993 Moultona      | 1923 NJ    | 12 jan 1923 | Williams Bay         | G. Van Biesbroeck | —         | MPC                           |
| 994 Otthild       | 1923 NL    | 18 mar 1923 | Heidelberg           | K. Reinmuth       | —         | MPC                           |
| 995 Sternberga    | 1923 NP    | 8 jun 1923  | Crimea-Simeis        | S. Belyavskyj     | —         | MPC                           |
| 996 Hilaritas     | 1923 NM    | 21 mar 1923 | Vienna               | J. Palisa         | —         | MPC                           |
| 997 Priska        | 1923 NR    | 12 jul 1923 | Heidelberg           | K. Reinmuth       | —         | MPC                           |
| 998 Bodea         | 1923 NU    | 6 ago 1923  | Heidelberg           | K. Reinmuth       | —         | MPC                           |
| 999 Zachia        | 1923 NW    | 9 ago 1923  | Heidelberg           | K. Reinmuth       | —         | MPC                           |
| 1000 Piazzia      | 1923 NZ    | 12 ago 1923 | Heidelberg           | K. Reinmuth       | —         | MPC                           |